# Danh sách câu lạc bộ bóng đá ở Anh
Đây là danh sách các câu lạc bộ bóng đá Anh tham gia các giải đấu và hạng đấu trong hệ thống các giải bóng đá Anh tính đến cấp độ 10, hoặc là 6 cấp độ dưới Football League. Trong danh sách cũng bao gồm các CLB bên ngoài nước Anh có tham gia vào hệ thống này (được tô sáng thích hợp).

## Danh sách Giải đấu và Hạng đấu
- Premier League (Cấp độ 1)
- English Football League - Championship (Cấp độ 2), League One (Cấp độ 3), League Two (Cấp độ 4)
- National League (Cấp độ 5/Bậc 1)
- National League North / South (Cấp độ 6/Bậc 2)
- Isthmian League Premier (Cấp độ 7/Bậc 3), One North / One South Central / One South East (Cấp độ 8/Bậc 4)
- Northern Premier League Premier (Cấp độ 7/Bậc 3), One North West / One South East (Cấp độ 8/Bậc 4)
- Southern Football League Premier Central / Premier South (Cấp độ 7/Bậc 3), One Central / One South (Cấp độ 8/Bậc 4)

Phía bên dưới có các giải đấu góp đội:
- Combined Counties Football League Premier (Cấp độ 9/Bậc 5), One (Cấp độ 10/Bậc 6)
- Eastern Counties Football League Premier (Cấp độ 9/Bậc 5), One North / One South (Cấp độ 10/Bậc 6)
- East Midlands Counties Football League (Cấp độ 10/Chỉ Bậc 6)
- Essex Senior Football League (Cấp độ 9/Chỉ Bậc 5)
- Hellenic Football League Premier (Cấp độ 9/Bậc 5), One East / One West (Cấp độ 10/Bậc 6)
- Midland Football League Premier (Cấp độ 9/Bậc 5), One (Cấp độ 10/Bậc 6)
- North West Counties Football League Premier (Cấp độ 9/Bậc 5), One North / One South (Cấp độ 10/Bậc 6)
- Northern Counties East Football League Premier (Cấp độ 9/Bậc 5), One (Cấp độ 10/Bậc 6)
- Northern Football League One (Cấp độ 9/Bậc 5), Two (Cấp độ 10/Bậc 6)
- Southern Combination Football League Premier (Cấp độ 9/Bậc 5), One (Cấp độ 10/Bậc 6)
- Southern Counties East Football League Premier (Cấp độ 9/Bậc 5), One (Cấp độ 10/Bậc 6)
- South West Peninsula League Premier East / Premier West (Cấp độ 10/Chỉ Bậc 6)
- Spartan South Midlands Football League Premier (Cấp độ 9/Bậc 5), One (Cấp độ 10/Bậc 6)
- United Counties League Premier (Cấp độ 9/Bậc 5), One (Cấp độ 10/Bậc 6)
- Wessex Football League Premier (Cấp độ 9/Bậc 5), One (Cấp độ 10/Bậc 6)
- Western Football League Premier (Cấp độ 9/Bậc 5), One (Cấp độ 10/Bậc 6)
- West Midlands (Regional) League Premier (Cấp độ 10/Chỉ Bậc 6)

## Theo thứ tự bảng chữ cái
Các hạng đấu là chính xác cho mùa giải 2020-21.

### 0-9
| Câu lạc bộ     | Giải đấu/Hạng đấu                           | Cấp độ | Biệt danh | Thay đổi so với mùa giải 2019-20 |
| -------------- | ------------------------------------------- | ------ | --------- | -------------------------------- |
| 1874 Northwich | North West Counties League Premier Division | 9      | Greens    |                                  |

### A
| Câu lạc bộ                | Giải đấu/Hạng đấu                                 | Cấp độ | Biệt danh    | Thay đổi so với mùa giải 2019-20        |
| ------------------------- | ------------------------------------------------- | ------ | ------------ | --------------------------------------- |
| A.F.C. Aldermaston        | Hellenic League Division One East                 | 10     | Atom Men     |                                         |
| A.F.C. Blackpool          | North West Counties League Division One North     | 10     | Mechanics    |                                         |
| A.F.C. Bournemouth        | Football League Championship                      | 2      | Cherries     | Xuống hạng từ Premier League            |
| A.F.C. Bridgnorth         | West Midlands (Regional) League Premier Division  | 10     | Meadow Men   |                                         |
| A.F.C. Croydon Athletic   | Southern Counties East League Premier Division    | 9      | Rams         |                                         |
| A.F.C. Darwen             | North West Counties League Division One North     | 10     | Salmoners    |                                         |
| A.F.C. Dunstable          | Southern League Division One Central              | 8      | Ods          |                                         |
| A.F.C. Fylde              | National League North                             | 6      | Coasters     | Xuống hạng từ National League           |
| A.F.C. Hayes              | Combined Counties League Division One             | 10     | Brook        |                                         |
| A.F.C. Liverpool          | North West Counties League Division One North     | 10     | Little Reds  |                                         |
| A.F.C. Mansfield          | Northern Counties East League Premier Division    | 9      | Bulls        |                                         |
| A.F.C. Portchester        | Wessex League Premier Division                    | 9      | Royals       |                                         |
| A.F.C. Rushden & Diamonds | Southern League Premier Division Central          | 7      | Diamonds     |                                         |
| A.F.C. St Austell         | South West Peninsula League Premier Division West | 10     | Lillywhites  |                                         |
| A.F.C. Stoneham           | Wessex League Premier Division                    | 9      | Purples      |                                         |
| A.F.C. Sudbury            | Isthmian League Division One North                | 8      | Yellows      |                                         |
| A.F.C. Sudbury Dự bị      | Eastern Counties League Division One North        | 10     | Yellows      |                                         |
| A.F.C. Telford United     | National League North                             | 6      | Stags        |                                         |
| A.F.C. Totton             | Southern League Division One South                | 8      | Stags        |                                         |
| A.F.C. Uckfield Town      | Southern Combination League Premier Division      | 9      | Oaks         |                                         |
| A.F.C. Varndeanians       | Southern Combination League Division One          | 10     | tbc          |                                         |
| A.F.C. Wimbledon          | Football League One                               | 3      | Dons         |                                         |
| A.F.C. Wulfrunians        | Midland League Premier Division                   | 9      | Wulfs        |                                         |
| Abbey Hey                 | North West Counties League Division One South     | 10     | Red Rebels   |                                         |
| Abbey Hulton United       | North West Counties League Division One South     | 10     | tbc          |                                         |
| Abbey Rangers             | Combined Counties League Premier Division         | 9      | tbc          |                                         |
| Abingdon Town             | Hellenic League Division One East                 | 10     | Abbots       |                                         |
| Abingdon United           | Hellenic League Division One East                 | 10     | U's          |                                         |
| Accrington Stanley        | Football League One                               | 3      | Stanley      |                                         |
| Albion Sports             | Northern Counties East League Premier Division    | 9      | Lions        |                                         |
| Aldershot Town            | National League                                   | 5      | Shots        |                                         |
| Alfold                    | Southern Combination League Premier Division      | 9      | Fold         |                                         |
| Alfreton Town             | National League North                             | 6      | Reds         |                                         |
| Almondsbury               | Western League Division One                       | 10     | Almonds      |                                         |
| Alresford Town            | Wessex League Premier Division                    | 9      | Magpies      |                                         |
| Alsager Town              | North West Counties League Division One South     | 10     | Bullets      |                                         |
| Alton                     | Wessex League Division One                        | 10     | Brewers      |                                         |
| Altrincham                | National League                                   | 5      | Robins       | Thăng hạng từ National League North     |
| Alvechurch                | Southern League Premier Division Central          | 7      | Church       |                                         |
| Amersham Town             | Spartan South Midlands League Division One        | 10     | Magpies      |                                         |
| Amesbury Town             | Wessex League Premier Division                    | 9      | Blues        |                                         |
| Ampthill Town             | Spartan South Midlands League Division One        | 10     | Amps         |                                         |
| Andover New Street        | Wessex League Division One                        | 10     | Street       |                                         |
| Andover Town              | Wessex League Division One                        | 10     | Town         |                                         |
| Anstey Nomads             | United Counties League Premier Division           | 9      | Nomads       |                                         |
| Ardley United             | Hellenic League Premier Division                  | 9      | tbc          |                                         |
| Arlesey Town              | Spartan South Midlands League Premier Division    | 9      | Blues        |                                         |
| Armthorpe Welfare         | Northern Counties East League Division One        | 10     | Wellie       |                                         |
| Arsenal                   | Premier League                                    | 1      | Gunners      |                                         |
| Arundel                   | Southern Combination League Division One          | 10     | Mullets      |                                         |
| Ascot United              | Combined Counties League Premier Division         | 9      | Yellamen     |                                         |
| Ash United                | Combined Counties League Division One             | 10     | Green Army   |                                         |
| Ashby Ivanhoe             | Midland League Division One                       | 10     | Knights      |                                         |
| Ashford Town              | Isthmian League Division One South Central        | 8      | Tangerines   |                                         |
| Ashford United            | Isthmian League Division One South East           | 8      | Nuts & Bolts |                                         |
| Ashington                 | Northern League Division One                      | 9      | Colliers     |                                         |
| Ashton & Backwell United  | Western League Division One                       | 10     | Stags        |                                         |
| Ashton Athletic           | North West Counties League Premier Division       | 9      | Ashes        |                                         |
| Ashton Town               | North West Counties League Division One North     | 10     | Town         |                                         |
| Ashton United             | Northern Premier League Premier Division          | 7      | Robins       |                                         |
| Aston Villa               | Premier League                                    | 1      | Villa        |                                         |
| Athersley Recreation      | Northern Counties East League Premier Division    | 9      | Penguins     |                                         |
| Atherstone Town           | Midland League Division One                       | 10     | Adders       |                                         |
| Atherton Collieries       | Northern Premier League Premier Division          | 7      | Colls        |                                         |
| Atherton Laburnum Rovers  | North West Counties League Division One North     | 10     | Laburnums    |                                         |
| Athletic Newham           | Eastern Counties League Division One South        | 10     | Kings        | Tên gọi mới - trước đây là Hackney Wick |
| Aveley                    | Isthmian League Division One North                | 8      | Millers      |                                         |
| Avro                      | North West Counties League Premier Division       | 9      | tbc          |                                         |
| Axminster Town            | South West Peninsula League Premier Division East | 10     | Tigers       |                                         |
| Aylesbury United          | Southern League Division One Central              | 8      | Ducks        |                                         |
| Aylesbury Vale Dynamos    | Spartan South Midlands League Premier Division    | 9      | Dynamoe      |                                         |
| Aylestone Park            | United Counties League Division One               | 10     | Park         |                                         |

### B
| Câu lạc bộ                | Giải đấu/Hạng đấu                                 | Cấp độ | Biệt danh          | Thay đổi so với mùa giải 2019-20            |
| ------------------------- | ------------------------------------------------- | ------ | ------------------ | ------------------------------------------- |
| Bacup Borough             | North West Counties League Division One North     | 10     | Borough            |                                             |
| Badshot Lea               | Combined Counties League Premier Division         | 9      | Baggies            |                                             |
| Baffins Milton Rovers     | Wessex League Premier Division                    | 9      | tbc                |                                             |
| Bagshot                   | Combined Counties League Division One             | 10     | tbc                |                                             |
| Baldock Town              | Spartan South Midlands League Premier Division    | 9      | Reds               |                                             |
| Balham                    | Combined Counties League Premier Division         | 9      | tbc                |                                             |
| Bamber Bridge             | Northern Premier League Premier Division          | 7      | Brig               |                                             |
| Banbury United            | Southern League Premier Division Central          | 7      | Puritans           |                                             |
| Banstead Athletic         | Combined Counties League Premier Division         | 9      | A's                |                                             |
| Barking                   | Isthmian League Division One South Central        | 8      | Blues              |                                             |
| Barkingside               | Eastern Counties League Division One South        | 10     | Sky Blues          |                                             |
| Barnet                    | National League                                   | 5      | Bees               |                                             |
| Barnoldswick Town         | North West Counties League Premier Division       | 9      | Barlick            |                                             |
| Barnsley                  | Football League Championship                      | 2      | Tykes              |                                             |
| Barnstaple Town           | Southern League Division One South                | 8      | Barum              |                                             |
| Barnton                   | North West Counties League Division One South     | 10     | Villagers          |                                             |
| Barrow                    | Football League Two                               | 4      | Bluebirds          | Thăng hạng từ National League               |
| Barrow Town               | East Midlands Counties League                     | 10     | Riversiders        |                                             |
| Barton Rovers             | Southern League Division One Central              | 8      | Rovers             |                                             |
| Barton Town               | Northern Counties East League Premier Division    | 9      | Swans              |                                             |
| Barwell                   | Southern League Premier Division Central          | 7      | Kirkby Roaders     |                                             |
| Basford United            | Northern Premier League Premier Division          | 7      | Basses             |                                             |
| Bashley                   | Wessex League Premier Division                    | 9      | Bash               |                                             |
| Basildon United           | Isthmian League Division One North                | 8      | Bees               |                                             |
| Basingstoke Town          | Southern League Division One South                | 8      | Dragons            |                                             |
| Bath City                 | National League South                             | 6      | Romans             |                                             |
| Beaconsfield Town         | Southern League Premier Division South            | 7      | Rams               |                                             |
| Bearsted                  | Southern Counties East League Premier Division    | 9      | Bears              |                                             |
| Beckenham Town            | Southern Counties East League Premier Division    | 9      | Becks              |                                             |
| Bedfont & Feltham         | Combined Counties League Division One             | 10     | Yellows            |                                             |
| Bedfont Sports            | Isthmian League Division One South Central        | 8      | Eagles             |                                             |
| Bedford                   | Spartan South Midlands League Division One        | 10     | B's                |                                             |
| Bedford Town              | Southern League Division One Central              | 8      | Eagles             |                                             |
| Bedlington Terriers       | Northern League Division Two                      | 10     | Terriers           |                                             |
| Bedworth United           | Southern League Division One Central              | 8      | Greenbacks         |                                             |
| Belper Town               | Northern Premier League Division One South East   | 8      | Nailers            |                                             |
| Belper United             | East Midlands Counties League                     | 10     | tbc                |                                             |
| Bemerton Heath Harlequins | Wessex League Division One                        | 10     | Harlequins         |                                             |
| Benfleet                  | Eastern Counties League Division One South        | 10     | tbc                |                                             |
| Berkhamsted               | Southern League Division One Central              | 8      | Comrades           |                                             |
| Bewdley Town              | West Midlands (Regional) League Premier Division  | 10     | tbc                |                                             |
| Bexhill United            | Southern Combination League Division One          | 10     | Pirates            |                                             |
| Bideford                  | Southern League Division One South                | 8      | Robins             |                                             |
| Biggleswade               | Southern League Division One Central              | 8      | tbc                |                                             |
| Biggleswade Town          | Southern League Premier Division Central          | 7      | Waders             |                                             |
| Biggleswade United        | Spartan South Midlands League Premier Division    | 9      | United             |                                             |
| Billericay Town           | National League South                             | 6      | Blues              |                                             |
| Billingham Synthonia      | Northern League Division Two                      | 10     | Synners            |                                             |
| Billingham Town           | Northern League Division One                      | 9      | Billy Town         |                                             |
| Billingshurst             | Southern Combination League Division One          | 10     | Hurst              |                                             |
| Bilston Town              | West Midlands (Regional) League Premier Division  | 10     | Steelmen           |                                             |
| Binfield                  | Hellenic League Premier Division                  | 9      | Moles              |                                             |
| Birmingham City           | Football League Championship                      | 2      | Blues              |                                             |
| Birstall United           | United Counties League Division One               | 10     | tbc                |                                             |
| Birtley Town              | Northern League Division Two                      | 10     | Green & White Army |                                             |
| Bishop Auckland           | Northern League Division One                      | 9      | Bishops            |                                             |
| Bishop Sutton             | Western League Division One                       | 10     | Bishops            |                                             |
| Bishop's Cleeve           | Hellenic League Premier Division                  | 9      | Mitres             |                                             |
| Bishops Lydeard           | Western League Division One                       | 10     | tbc                |                                             |
| Bishop's Stortford        | Isthmian League Premier Division                  | 7      | Bishops            |                                             |
| Bitton                    | Western League Premier Division                   | 9      | River Boys         |                                             |
| Black Country Rangers     | West Midlands (Regional) League Premier Division  | 10     | BCR                |                                             |
| Blackburn Rovers          | Football League Championship                      | 2      | Rovers             |                                             |
| Blackfield & Langley      | Wessex League Premier Division                    | 9      | Watersiders        | Rút lui từ Southern League Premier          |
| Blackpool                 | Football League One                               | 3      | Seasiders          |                                             |
| Blackstones               | United Counties League Division One               | 10     | Stones             |                                             |
| Blyth Spartans            | National League North                             | 6      | Spartans           |                                             |
| Bodmin Town               | South West Peninsula League Premier Division West | 10     | Black & Ambers     |                                             |
| Bognor Regis Town         | Isthmian League Premier Division                  | 7      | Rocks              |                                             |
| Boldmere St. Michaels     | Midland League Premier Division                   | 9      | Mikes              |                                             |
| Bolton Wanderers          | Football League Two                               | 4      | Trotters           | Xuống hạng từ Football League One           |
| Bootle                    | North West Counties League Premier Division       | 9      | Bucks              |                                             |
| Boreham Wood              | National League                                   | 5      | Wood               |                                             |
| Borrowash Victoria        | East Midlands Counties League                     | 10     | Vics               |                                             |
| Boston Town               | United Counties League Premier Division           | 9      | Poachers           |                                             |
| Boston United             | National League North                             | 6      | Pilgrims           |                                             |
| Bottesford Town           | Northern Counties East League Premier Division    | 9      | Poachers           |                                             |
| Bourne Town               | United Counties League Division One               | 10     | Wakes              |                                             |
| Bournemouth               | Wessex League Premier Division                    | 9      | Poppers            |                                             |
| Bourton Rovers            | Hellenic League Division One West                 | 10     | Rovers             |                                             |
| Bovey Tracey              | South West Peninsula League Premier Division East | 10     | Moorlanders        |                                             |
| Bowers & Pitsea           | Isthmian League Premier Division                  | 7      | Bowers             |                                             |
| Brackley Town             | National League North                             | 6      | Saints             |                                             |
| Bracknell Town            | Isthmian League Division One South Central        | 8      | Robins             |                                             |
| Bradford City             | Football League Two                               | 4      | Bantams            |                                             |
| Bradford Park Avenue      | National League North                             | 6      | Avenue             |                                             |
| Bradford Town             | Western League Premier Division                   | 9      | Brad               |                                             |
| Braintree Town            | National League South                             | 6      | Iron               |                                             |
| Brandon United            | Northern League Division Two                      | 10     | United             |                                             |
| Brantham Athletic         | Eastern Counties League Premier Division          | 9      | Blue Imps          |                                             |
| Brentford                 | Football League Championship                      | 2      | Bees               |                                             |
| Brentwood Town            | Isthmian League Division One North                | 8      | Blues              |                                             |
| Bridgwater Town           | Western League Premier Division                   | 9      | Robins             |                                             |
| Bridlington Town          | Northern Counties East League Premier Division    | 9      | Seasiders          |                                             |
| Bearsted                  | Southern Counties East League Division One        | 10     | Ropes              |                                             |
| Bridport                  | Western League Premier Division                   | 9      | Bees               |                                             |
| Brigg Town                | Northern Counties East League Division One        | 10     | Zebras             |                                             |
| Brighouse Town            | Northern Premier League Division One North West   | 8      | Town               |                                             |
| Brightlingsea Regent      | Isthmian League Premier Division                  | 7      | R's                |                                             |
| Brighton & Hove Albion    | Premier League                                    | 1      | Seagulls           |                                             |
| Brimscombe & Thrupp       | Hellenic League Premier Division                  | 9      | Lilywhites         |                                             |
| Brimsdown                 | Eastern Counties League Division One South        | 10     | Limers             | Chuyển từ Spartan South Midlands League One |
| Brislington               | Western League Premier Division                   | 9      | Foxes              |                                             |
| Bristol City              | Football League Championship                      | 2      | Robins             |                                             |
| Bristol Manor Farm        | Southern League Division One South                | 8      | Farm               |                                             |
| Bristol Rovers            | Football League One                               | 3      | Pirates            |                                             |
| Bristol Telephones        | Western League Division One                       | 10     | Phones             |                                             |
| British Airways           | Combined Counties League Division One             | 10     | tbc                |                                             |
| Brixham                   | South West Peninsula League Premier Division East | 10     | Fishermen          |                                             |
| Broadbridge Heath         | Southern Combination League Premier Division      | 9      | Bears              |                                             |
| Broadfields United        | Spartan South Midlands League Premier Division    | 9      | Limers             |                                             |
| Brockenhurst              | Wessex League Premier Division                    | 9      | Badgers            |                                             |
| Brocton                   | Midland League Division One                       | 10     | Badgers            |                                             |
| Bromley                   | National League                                   | 5      | Ravens             |                                             |
| Bromsgrove Sporting       | Southern League Premier Division Central          | 7      | Rouslers           |                                             |
| Buckingham Athletic       | Spartan South Midlands League Division One        | 10     | Ath                |                                             |
| Buckland Athletic         | Western League Premier Division                   | 9      | Bucks              |                                             |
| Bugbrooke St Michaels     | United Counties League Division One               | 10     | Badgers            |                                             |
| Burgess Hill Town         | Isthmian League Division One South East           | 8      | Hillians           |                                             |
| Burnham                   | Hellenic League Premier Division                  | 9      | Blues              |                                             |
| Burnham Ramblers          | Eastern Counties League Division One South        | 10     | Ramblers           |                                             |
| Burnley                   | Premier League                                    | 1      | Clarets            |                                             |
| Burscough                 | North West Counties League Premier Division       | 9      | Linnets            |                                             |
| Burton Albion             | Football League One                               | 3      | Brewers            |                                             |
| Burton Park Wanderers     | United Counties League Division One               | 10     | Wanderers          |                                             |
| Bury AFC                  | North West Counties League Division One North     | 10     | Shakers            | Câu lạc bộ mới                              |
| Bury Town                 | Isthmian League Division One North                | 8      | Blues              |                                             |
| Buxton                    | Northern Premier League Premier Division          | 7      | Bucks              |                                             |

### C
| Câu lạc bộ                   | Giải đấu/Hạng đấu                                 | Cấp độ | Biệt danh      | Thay đổi so với mùa giải 2019-20           |
| ---------------------------- | ------------------------------------------------- | ------ | -------------- | ------------------------------------------ |
| Cadbury Athletic             | Midland League Division One                       | 10     | Chocolate Men  |                                            |
| Cadbury Heath                | Western League Premier Division                   | 9      | Heathens       |                                            |
| Callington Town              | South West Peninsula League Premier Division West | 10     | Cally          |                                            |
| Calne Town                   | Western League Division One                       | 10     | Lilywhites     |                                            |
| Camberley Town               | Combined Counties League Premier Division         | 9      | Krooners       |                                            |
| Cambridge City               | Isthmian League Division One North                | 8      | Lilywhites     |                                            |
| Cambridge United             | Football League Two                               | 4      | U's            |                                            |
| Camelford                    | South West Peninsula League Premier Division West | 10     | Camels         |                                            |
| Cammell Laird 1907           | North West Counties League Division One South     | 10     | Camels         |                                            |
| Campion                      | Northern Counties East League Division One        | 10     | tbc            |                                            |
| Canterbury City              | Southern Counties East League Premier Division    | 9      | City           |                                            |
| Canvey Island                | Isthmian League Division One North                | 8      | Gulls          |                                            |
| Cardiff City (WE)            | Football League Championship                      | 2      | Bluebirds      |                                            |
| Carlisle City                | Northern League Division Two                      | 10     | Sky Blues      |                                            |
| Carlisle United              | Football League Two                               | 4      | Cumbrians      |                                            |
| Carlton Town                 | Northern Premier League Division One South East   | 8      | Millers        |                                            |
| Carshalton Athletic          | Isthmian League Premier Division                  | 7      | Robins         |                                            |
| CB Hounslow United           | Combined Counties League Premier Division         | 9      | tbc            |                                            |
| Chadderton                   | North West Counties League Division One North     | 10     | Chaddy         |                                            |
| Chalfont St Peter            | Isthmian League Division One South Central        | 8      | Saints         |                                            |
| Chalvey Sports               | Hellenic League Division One East                 | 10     | Stabmonks      |                                            |
| Charlton Athletic            | Football League One                               | 3      | Addicks        | Xuống hạng từ Football League Championship |
| Charnock Richard             | North West Counties League Premier Division       | 9      | tbc            |                                            |
| Chasetown                    | Northern Premier League Division One South East   | 8      | Scholars       |                                            |
| Chatham Town                 | Southern Counties East League Premier Division    | 9      | Chats          |                                            |
| Cheadle Heath Nomads         | North West Counties League Division One South     | 10     | tbc            |                                            |
| Cheadle Town                 | North West Counties League Division One South     | 10     | tbc            |                                            |
| Cheddar                      | Western League Division One                       | 10     | Cheesemen      |                                            |
| Chelmsford City              | National League South                             | 6      | Clarets        |                                            |
| Chelmsley Town               | Midland League Division One                       | 10     | tbc            |                                            |
| Chelsea                      | Premier League                                    | 1      | Blues          |                                            |
| Cheltenham Saracens          | Hellenic League Division One West                 | 10     | Saracens       |                                            |
| Cheltenham Town              | Football League Two                               | 4      | Robins         |                                            |
| Chertsey Town                | Isthmian League Division One South Central        | 8      | Curfews        |                                            |
| Chesham United               | Southern League Premier Division South            | 7      | Generals       |                                            |
| Cheshunt                     | Isthmian League Premier Division                  | 7      | Ambers         |                                            |
| Chessington & Hook United    | Combined Counties League Division One             | 10     | Blues          |                                            |
| Chester                      | National League North                             | 6      | Blues          |                                            |
| Chesterfield                 | National League                                   | 5      | Spireites      |                                            |
| Chester-le-Street Town       | Northern League Division Two                      | 10     | Cestrians      |                                            |
| Chichester City              | Isthmian League Division One South East           | 8      | Lillywhites    |                                            |
| Chippenham Town              | National League South                             | 6      | Bluebirds      |                                            |
| Chipping Sodbury Town        | Western League Premier Division                   | 9      | Sods           |                                            |
| Chipstead                    | Isthmian League Division One South Central        | 8      | Chips          |                                            |
| Chorley                      | National League North                             | 6      | Magpies        | Xuống hạng từ National League              |
| Christchurch                 | Wessex League Premier Division                    | 9      | Priory         |                                            |
| Cinderford Town              | Southern League Division One South                | 8      | Foresters      |                                            |
| Cirencester Town Development | Hellenic League Division One West                 | 10     | Centurions     |                                            |
| Cirencester Town             | Southern League Division One South                | 8      | Centurions     |                                            |
| City of Liverpool            | Northern Premier League Division One North West   | 8      | Purps          |                                            |
| Clanfield                    | Hellenic League Division One West                 | 10     | Robins         |                                            |
| Clapton                      | Essex Senior League                               | 9      | Tons           |                                            |
| Cleator Moor Celtic          | North West Counties League Division One North     | 10     | tbc            |                                            |
| Cleethorpes Town             | Northern Premier League Division One South East   | 8      | Owls           |                                            |
| Clevedon Town                | Western League Premier Division                   | 9      | Seasiders      |                                            |
| Clifton All Whites           | East Midlands Counties League                     | 10     | All Whites     |                                            |
| Clipstone                    | East Midlands Counties League                     | 10     | Cobras         |                                            |
| Clitheroe                    | Northern Premier League Division One North West   | 8      | Blues          |                                            |
| Coalville Town               | Southern League Premier Division Central          | 7      | Ravens         |                                            |
| Cobham                       | Combined Counties League Premier Division         | 9      | Hammers        |                                            |
| Cockfosters                  | Essex Senior League                               | 9      | Fosters        |                                            |
| Cogenhoe United              | United Counties League Premier Division           | 9      | Cooks          |                                            |
| Coggeshall Town              | Isthmian League Division One North                | 8      | Seedgrowers    |                                            |
| Coggeshall United            | Eastern Counties League Division One South        | 10     | Weavers        |                                            |
| Colchester United            | Football League Two                               | 4      | U's            |                                            |
| Coleshill Town               | Southern League Division One Central              | 8      | Colemen        |                                            |
| Colliers Wood United         | Combined Counties League Premier Division         | 9      | Wood           |                                            |
| Colne                        | Northern Premier League Division One North West   | 8      | Reds           |                                            |
| Colney Heath                 | Spartan South Midlands League Premier Division    | 9      | Magpies        |                                            |
| Concord Rangers              | National League South                             | 6      | Beach Boys     |                                            |
| Congleton Town               | North West Counties League Premier Division       | 9      | Bears          |                                            |
| Consett                      | Northern League Division One                      | 9      | Steelmen       |                                            |
| Corby Town                   | Southern League Division One Central              | 8      | Steelmen       |                                            |
| Corinthian                   | Southern Counties East League Premier Division    | 9      | Hoops          |                                            |
| Corinthian-Casuals           | Isthmian League Premier Division                  | 7      | Casuals        |                                            |
| Cornard United               | Eastern Counties League Division One North        | 10     | Ards           |                                            |
| Corsham Town                 | Western League Division One                       | 10     | Peacocks       |                                            |
| Cove                         | Combined Counties League Division One             | 10     | Wasps          |                                            |
| Coventry City                | Football League Championship                      | 2      | Sky Blues      | Thăng hạng từ Football League One          |
| Coventry Copsewood           | Midland League Division One                       | 10     | G's            |                                            |
| Coventry Sphinx              | Midland League Premier Division                   | 9      | Sphinx         |                                            |
| Coventry United              | Midland League Premier Division                   | 9      | Cov United     |                                            |
| Cowes Sports                 | Wessex League Premier Division                    | 9      | Yachtsmen      |                                            |
| Cradley Town                 | West Midlands (Regional) League Premier Division  | 10     | Hammers        |                                            |
| Crawley Down Gatwick         | Southern Combination League Premier Division      | 9      | Anvils         |                                            |
| Crawley Green                | Spartan South Midlands League Premier Division    | 9      | tbc            |                                            |
| Crawley Town                 | Football League Two                               | 4      | Reds           |                                            |
| Cray Valley Paper Mills      | Isthmian League Division One South East           | 8      | Millers        |                                            |
| Cray Wanderers               | Isthmian League Premier Division                  | 7      | Wands          |                                            |
| Crediton United              | South West Peninsula League Premier Division East | 10     | Kirton         |                                            |
| Crewe Alexandra              | Football League One                               | 3      | Railwaymen     | Thăng hạng từ Football League Two          |
| Cribbs                       | Western League Premier Division                   | 9      | Cribbs         |                                            |
| Crook Town                   | Northern League Division Two                      | 10     | Black & Ambers |                                            |
| Crowborough Athletic         | Southern Counties East League Premier Division    | 9      | Crows          |                                            |
| Croydon                      | Southern Counties East League Division One        | 10     | Trams          |                                            |
| Crystal Palace               | Premier League                                    | 1      | Eagles         |                                            |
| Cullompton Rangers           | South West Peninsula League Premier Division East | 10     | Rangers        |                                            |
| Curzon Ashton                | National League North                             | 6      | Blues          |                                            |

### D
| Câu lạc bộ              | Giải đấu/Hạng đấu                                 | Cấp độ | Biệt danh  | Thay đổi so với mùa giải 2019-20 |
| ----------------------- | ------------------------------------------------- | ------ | ---------- | -------------------------------- |
| Dagenham & Redbridge    | National League                                   | 5      | Daggers    |                                  |
| Daisy Hill              | North West Counties League Division One North     | 10     | Daisies    |                                  |
| Darlaston Town (1874)   | West Midlands (Regional) League Premier Division  | 10     | Citizens   |                                  |
| Darlington              | National League North                             | 6      | Quakers    |                                  |
| Dartford                | National League South                             | 6      | Darts      |                                  |
| Dartmouth               | South West Peninsula League Premier Division East | 10     | Darts      |                                  |
| Daventry Town           | Southern League Division One Central              | 8      | Town       |                                  |
| Deal Town               | Southern Counties East League Premier Division    | 9      | Fivers     |                                  |
| Debenham LC             | Eastern Counties League Division One North        | 10     | Hornets    |                                  |
| Deeping Rangers         | United Counties League Premier Division           | 9      | Rangers    |                                  |
| Derby County            | Football League Championship                      | 2      | Rams       |                                  |
| Dereham Town            | Isthmian League Division One North                | 8      | Magpies    |                                  |
| Desborough Town         | United Counties League Premier Division           | 9      | Ar Tarn    |                                  |
| Devizes Town            | Western League Division One                       | 10     | Town       |                                  |
| Didcot Town             | Southern League Division One Central              | 8      | Gunners    |                                  |
| Diss Town               | Eastern Counties League Division One North        | 10     | Tangerines |                                  |
| Dobwalls                | South West Peninsula League Premier Division West | 10     | Dingos     |                                  |
| Doncaster Rovers        | Football League One                               | 3      | Vikings    |                                  |
| Dorchester Town         | Southern League Premier Division South            | 7      | Magpies    |                                  |
| Dorking Wanderers Dự bị | Combined Counties League Division One             | 10     | Wanderers  |                                  |
| Dorking Wanderers       | National League South                             | 6      | Wanderers  |                                  |
| Dover Athletic          | National League                                   | 5      | Whites     |                                  |
| Downham Town            | Eastern Counties League Division One North        | 10     | Town       |                                  |
| Downton                 | Wessex League Division One                        | 10     | Robins     |                                  |
| Dronfield Town          | Northern Counties East League Division One        | 10     | tbc        |                                  |
| Dudley Sports           | West Midlands (Regional) League Premier Division  | 10     | Piemen     |                                  |
| Dudley Town             | West Midlands (Regional) League Premier Division  | 10     | Reds       |                                  |
| Dulwich Hamlet          | National League South                             | 6      | Hamlet     |                                  |
| Dunkirk                 | East Midlands Counties League                     | 10     | Boatmen    |                                  |
| Dunstable Town          | Spartan South Midlands League Premier Division    | 9      | Blues      |                                  |
| Dunston UTS             | Northern Premier League Division One North West   | 8      | Fed        |                                  |
| Durham City             | Northern League Division Two                      | 10     | Citizens   |                                  |

### E
| Câu lạc bộ                    | Giải đấu/Hạng đấu                                 | Cấp độ | Biệt danh   | Thay đổi so với mùa giải 2019-20 |
| ----------------------------- | ------------------------------------------------- | ------ | ----------- | -------------------------------- |
| Easington Colliery            | Northern League Division Two                      | 10     | Colliery    |                                  |
| Easington Sports              | Hellenic League Premier Division                  | 9      | Clan        |                                  |
| East Cowes Victoria Athletic  | Wessex League Division One                        | 10     | Vics        |                                  |
| East Grinstead Town           | Isthmian League Division One South East           | 8      | Wasps       |                                  |
| East Hull                     | Northern Counties East League Division One        | 10     | Riversiders |                                  |
| East Preston                  | Southern Combination League Premier Division      | 9      | EP          |                                  |
| East Thurrock United          | Isthmian League Premier Division                  | 7      | Rocks       |                                  |
| Eastbourne Borough            | National League South                             | 6      | Sports      |                                  |
| Eastbourne Town               | Southern Combination League Premier Division      | 9      | Town        |                                  |
| Eastbourne United Association | Southern Combination League Premier Division      | 9      | United      |                                  |
| Eastleigh                     | National League                                   | 5      | Spitfires   |                                  |
| Eastwood Community            | East Midlands Counties League                     | 10     | Red Badgers |                                  |
| Ebbsfleet United              | National League South                             | 6      | Fleet       | Xuống hạng từ National League    |
| Eccleshall                    | North West Counties League Division One South     | 10     | Eagles      |                                  |
| Eccleshill United             | Northern Counties East League Premier Division    | 9      | Eagles      |                                  |
| Edgware Town                  | Spartan South Midlands League Premier Division    | 9      | Wares       |                                  |
| Egham Town                    | Combined Counties League Premier Division         | 9      | Sarnies     |                                  |
| Elburton Villa                | South West Peninsula League Premier Division East | 10     | Villa       |                                  |
| Ellesmere Rangers             | North West Counties League Division One South     | 10     | Rangers     |                                  |
| Elmore                        | South West Peninsula League Premier Division East | 10     | Eagles      |                                  |
| Ely City                      | Eastern Counties League Premier Division          | 9      | Robins      |                                  |
| Emley                         | Northern Counties East League Division One        | 10     | Pewits      |                                  |
| Enfield Borough               | Spartan South Midlands League Division One        | 10     | Panthers    |                                  |
| Enfield                       | Essex Senior League                               | 9      | E's         |                                  |
| Enfield Town                  | Isthmian League Premier Division                  | 7      | Towners     |                                  |
| Epsom & Ewell                 | Combined Counties League Division One             | 10     | Salts       |                                  |
| Erith & Belvedere             | Southern Counties East League Premier Division    | 9      | Deres       |                                  |
| Erith Town                    | Southern Counties East League Premier Division    | 9      | Dockers     |                                  |
| Esh Winning                   | Northern League Division Two                      | 10     | Stags       |                                  |
| Eversley & California         | Combined Counties League Division One             | 10     | Boars       |                                  |
| Everton                       | Premier League                                    | 1      | Toffees     |                                  |
| Evesham United                | Southern League Division One South                | 8      | Robins      |                                  |
| Exeter City                   | Football League Two                               | 4      | Grecians    |                                  |
| Exmouth Town                  | Western League Premier Division                   | 9      | Town        |                                  |
| Eynesbury Rovers              | Spartan South Midlands League Premier Division    | 9      | Rovers      |                                  |

### F
| Câu lạc bộ                 | Giải đấu/Hạng đấu                                 | Cấp độ | Biệt danh   | Thay đổi so với mùa giải 2019-20             |
| -------------------------- | ------------------------------------------------- | ------ | ----------- | -------------------------------------------- |
| F.C. Isle of Man (IM)      | North West Counties League Division One South     | 10     | Ravens      | Câu lạc bộ mới                               |
| F.C. Clacton               | Eastern Counties League Premier Division          | 9      | Seasiders   |                                              |
| F.C. Elmstead              | Southern Counties East League Division One        | 10     | Cocks       |                                              |
| F.C. Halifax Town          | National League                                   | 5      | Shaymen     |                                              |
| F.C. Romania               | Isthmian League Division One South Central        | 8      | Wolves      |                                              |
| F.C. United of Manchester  | Northern Premier League Premier Division          | 7      | Red Rebels  |                                              |
| Fairford Town              | Hellenic League Premier Division                  | 9      | Town        |                                              |
| Fakenham Town              | Eastern Counties League Division One North        | 10     | Ghosts      |                                              |
| Falmouth Town              | South West Peninsula League Premier Division West | 10     | Ambers      |                                              |
| Fareham Town               | Wessex League Premier Division                    | 9      | Creeksiders |                                              |
| Farnborough                | Southern League Premier Division South            | 7      | Yellows     |                                              |
| Farnham Town               | Combined Counties League Division One             | 10     | Town        |                                              |
| Farsley Celtic             | National League North                             | 6      | Villagers   |                                              |
| Faversham Town             | Isthmian League Division One South East           | 8      | Lilywhites  |                                              |
| Fawley                     | Wessex League Division One                        | 10     | Oilers      |                                              |
| FC Deportivo Galicia       | Combined Counties League Division One             | 10     | Depor       |                                              |
| Felixstowe & Walton United | Isthmian League Division One North                | 8      | Seasiders   |                                              |
| Fire United Christian      | Eastern Counties League Division One South        | 10     | Samba Boys  | Rút lui vì tài chính ảnh hưởng bởi COVID-19. |
| Fisher                     | Southern Counties East League Premier Division    | 9      | Fish        |                                              |
| Flackwell Heath            | Hellenic League Premier Division                  | 9      | Heathens    |                                              |
| Fleet Spurs                | Combined Counties League Division One             | 10     | Spurs       |                                              |
| Fleet Town                 | Wessex League Premier Division                    | 9      | Blues       |                                              |
| Fleetwood Town             | Football League One                               | 3      | Fishermen   |                                              |
| Folkestone Invicta         | Isthmian League Premier Division                  | 7      | Seasiders   |                                              |
| Folland Sports             | Wessex League Division One                        | 10     | Planemakers |                                              |
| Forest Green Rovers        | Football League Two                               | 4      | Rovers      |                                              |
| Forest Hill Park           | Southern Counties East League Division One        | 10     | Forest      |                                              |
| Framlingham Town           | Eastern Counties League Division One              | 10     | Castlemen   |                                              |
| Frenford                   | Eastern Counties League Division One South        | 10     | tbc         |                                              |
| Frickley Athletic          | Northern Premier League Division One South East   | 8      | Blues       |                                              |
| Frimley Green              | Combined Counties League Premier Division         | 9      | Green       |                                              |
| Frome Town                 | Southern League Division One South                | 8      | Robins      |                                              |
| Fulham                     | Premier League                                    | 1      | Cottagers   | Thăng hạng từ Football League Championship   |

Notes:

(IM) Isle of Man club playing in the English Football system.

### G
| Câu lạc bộ                   | Giải đấu/Hạng đấu                                 | Cấp độ | Biệt danh    | Thay đổi so với mùa giải 2019-20                         |
| ---------------------------- | ------------------------------------------------- | ------ | ------------ | -------------------------------------------------------- |
| Gainsborough Trinity         | Northern Premier League Premier Division          | 7      | Holy Blues   |                                                          |
| Garforth Town                | Northern Counties East League Premier Division    | 9      | Miners       |                                                          |
| Garstang                     | North West Counties League Division One North     | 10     | tbc          |                                                          |
| Gateshead                    | National League North                             | 6      | Heed         |                                                          |
| Gedling Miners Welfare       | East Midlands Counties League                     | 10     | Welfare      |                                                          |
| Gillingham                   | Football League One                               | 3      | Gills        |                                                          |
| Glasshoughton Welfare        | Northern Counties East League Division One        | 10     | Welfare      |                                                          |
| Glebe                        | Southern Counties East League Premier Division    | 9      | tbc          |                                                          |
| Glossop North End            | Northern Premier League Division One South East   | 8      | Hillmen      |                                                          |
| Gloucester City              | National League North                             | 6      | Tigers       |                                                          |
| GNG Oadby Town               | United Counties League Premier Division           | 9      | Poachers     | Tên gọi mới - trước đây là Oadby Town                    |
| GNP Sports                   | Midland League Division One                       | 10     | tbc          |                                                          |
| Godalming Town               | Combined Counties League Division One             | 10     | G's          |                                                          |
| Godmanchester Rovers         | Eastern Counties League Premier Division          | 9      | Goddy        |                                                          |
| Godolphin Atlantic (Newquay) | South West Peninsula League Premier Division West | 10     | G's          |                                                          |
| Golcar United                | North West Counties League Division One North     | 10     | tbc          |                                                          |
| Goole                        | Northern Counties East League Premier Division    | 9      | Vikings      |                                                          |
| Gorleston                    | Eastern Counties League Premier Division          | 9      | Greens       |                                                          |
| Gosport Borough              | Southern League Premier Division South            | 7      | Boro'        |                                                          |
| Graham Street Prims          | East Midlands Counties League                     | 10     | Prims        |                                                          |
| Grantham Town                | Northern Premier League Premier Division          | 7      | Gingerbreads |                                                          |
| Grays Athletic               | Isthmian League Division One North                | 8      | Gravelmen    |                                                          |
| Great Wakering Rovers        | Isthmian League Division One North                | 8      | Rovers       |                                                          |
| Great Yarmouth Town          | Eastern Counties League Division One North        | 10     | Bloaters     |                                                          |
| Greenways                    | Southern Counties East League Division One        | 10     | tbc          |                                                          |
| Gresley                      | Midland League Premier Division                   | 9      | Moatmen      |                                                          |
| Grimsby Borough              | Northern Counties East League Premier Division    | 9      | tbc          |                                                          |
| Grimsby Town                 | Football League Two                               | 4      | Mariners     |                                                          |
| Guernsey(CI)                 | Isthmian League Division One South East           | 8      | Green Lions  | Rút lui ngày 15 tháng 9 năm 2020 vì hạn chế do COVID-19. |
| Guildford City               | Combined Counties League Premier Division         | 9      | Sweeney      |                                                          |
| Guisborough Town             | Northern League Division One                      | 9      | Priorymen    |                                                          |
| Guiseley                     | National League North                             | 6      | Lions        |                                                          |

Notes:

(CI) Channel Islands club playing in the English Football system.

### H
| Câu lạc bộ                 | Giải đấu/Hạng đấu                                 | Cấp độ | Biệt danh       | Thay đổi so với mùa giải 2019-20           |
| -------------------------- | ------------------------------------------------- | ------ | --------------- | ------------------------------------------ |
| Hadleigh United            | Eastern Counties League Premier Division          | 9      | Brettsiders     |                                            |
| Hadley                     | Essex Senior League                               | 9      | Bricks          |                                            |
| Hailsham Town              | Southern Combination League Division One          | 10     | Stringers       |                                            |
| Halesowen Town             | Southern League Division One Central              | 8      | Yeltz           |                                            |
| Hall Road Rangers          | Northern Counties East League Division One        | 10     | Rangers         |                                            |
| Hallam                     | Northern Counties East League Division One        | 10     | Countrymen      |                                            |
| Hallen                     | Western League Premier Division                   | 9      | Armadillos      |                                            |
| Halstead Town              | Eastern Counties League Division One South        | 10     | Humbugs         |                                            |
| Hamble Club                | Wessex League Premier Division                    | 9      | Monks           |                                            |
| Hampton & Richmond Borough | National League South                             | 6      | Beavers         |                                            |
| Hamworthy United           | Wessex League Premier Division                    | 9      | Hammers         |                                            |
| Handsworth                 | Northern Counties East League Premier Division    | 9      | Ambers          |                                            |
| Hanley Town                | North West Counties League Premier Division       | 9      | tbc             |                                            |
| Hanwell Town               | Isthmian League Division One South Central        | 8      | Geordies        |                                            |
| Hanworth Villa             | Combined Counties League Premier Division         | 9      | Villains        |                                            |
| Harborough Town            | United Counties League Premier Division           | 9      | Bees            |                                            |
| Harefield United           | Spartan South Midlands League Premier Division    | 9      | Hares           |                                            |
| Haringey Borough           | Isthmian League Premier Division                  | 7      | Borough         |                                            |
| Harlow Town                | Isthmian League Division One South Central        | 8      | Hawks           |                                            |
| Harpenden Town             | Spartan South Midlands League Premier Division    | 9      | Harps           |                                            |
| Harrogate Railway Athletic | Northern Counties East League Division One        | 10     | Locomotives     |                                            |
| Harrogate Town             | Football League Two                               | 4      | Town            | Thăng hạng từ National League              |
| Harrow Borough             | Southern League Premier Division South            | 7      | Boro            |                                            |
| Harrowby United            | United Counties League Division One               | 10     | Arrows          |                                            |
| Hartlepool United          | National League                                   | 5      | Pools           |                                            |
| Hartley Wintney            | Southern League Premier Division South            | 7      | Row             |                                            |
| Harwich & Parkeston        | Eastern Counties League Division One South        | 10     | Shrimpers       |                                            |
| Hashtag United             | Essex Senior League                               | 9      | tbc             |                                            |
| Hassocks                   | Southern Combination League Premier Division      | 9      | Robins          |                                            |
| Hastings United            | Isthmian League Division One South East           | 8      | Arrows          |                                            |
| Haughmond                  | Midland League Premier Division                   | 9      | Academicals     |                                            |
| Havant & Waterlooville     | National League South                             | 6      | Hawks           |                                            |
| Haverhill Borough          | Eastern Counties League Division One North        | 10     | tbc             |                                            |
| Haverhill Rovers           | Eastern Counties League Premier Division          | 9      | Reds            |                                            |
| Hayes & Yeading United     | Southern League Premier Division South            | 7      | United          |                                            |
| Haywards Heath Town        | Isthmian League Division One South East           | 8      | Blues           |                                            |
| Heanor Town                | East Midlands Counties League                     | 10     | Lions           |                                            |
| Heath Hayes                | Midland League Division One                       | 10     | Hayes           |                                            |
| Heather St John's          | Midland League Premier Division                   | 9      | Saints          |                                            |
| Heaton Stannington         | Northern League Division Two                      | 10     | Stan            |                                            |
| Hebburn Town               | Northern League Division One                      | 9      | Hornets         |                                            |
| Hednesford Town            | Southern League Premier Division Central          | 7      | Pitmen          |                                            |
| Helston Athletic           | South West Peninsula League Premier Division West | 10     | Blues           |                                            |
| Hemel Hempstead Town       | National League South                             | 6      | Tudors          |                                            |
| Hemsworth Miners Welfare   | Northern Counties East League Premier Division    | 9      | Wells           |                                            |
| Hendon                     | Southern League Premier Division South            | 7      | Greens          |                                            |
| Hengrove Athletic          | Western League Division One                       | 10     | Grove           |                                            |
| Hereford                   | National League North                             | 6      | Bulls           |                                            |
| Hereford Lads Club         | Hellenic League Division One West                 | 10     | tbc             |                                            |
| Hereford Pegasus           | Hellenic League Division One West                 | 10     | Redmen          | Tên gọi mới - trước đây là Pegasus Juniors |
| Herne Bay                  | Isthmian League Division One South East           | 8      | Bay             |                                            |
| Hertford Town              | Isthmian League Division One South Central        | 8      | Blues           |                                            |
| Heybridge Swifts           | Isthmian League Division One North                | 8      | Swifts          |                                            |
| Highgate United            | Midland League Premier Division                   | 9      | Gate            |                                            |
| Highworth Town             | Southern League Division One South                | 8      | Worthians       |                                            |
| Hillingdon Borough         | Spartan South Midlands League Division One        | 10     | Hillmen         |                                            |
| Hinckley AFC               | Midland League Division One                       | 10     | tbc             |                                            |
| Histon                     | Isthmian League Division One North                | 8      | Stutes          |                                            |
| Hitchin Town               | Southern League Premier Division Central          | 7      | Canaries        |                                            |
| Hoddesdon Town             | Essex Senior League                               | 9      | Lillywhites     |                                            |
| Holbeach United            | United Counties League Premier Division           | 9      | Tigers          |                                            |
| Holker Old Boys            | North West Counties League Division One North     | 10     | Stags           |                                            |
| Holland                    | Eastern Counties League Division One South        | 10     | Tangerines      |                                            |
| Hollands & Blair           | Southern Counties East League Premier Division    | 9      | Blair           |                                            |
| Holmer Green               | Hellenic League Premier Division                  | 9      | Greens          |                                            |
| Holmesdale                 | Southern Counties East League Division One        | 10     | Dalers          |                                            |
| Holsworthy                 | South West Peninsula League Premier Division East | 10     | Kirton          |                                            |
| Holwell Sports             | United Counties League Division One               | 10     | tbc             |                                            |
| Holyport                   | Hellenic League Division One East                 | 10     | Villagers       |                                            |
| Honiton Town               | South West Peninsula League Premier Division East | 10     | Hippos          |                                            |
| Horley Town                | Southern Combination League Premier Division      | 9      | Clarets         |                                            |
| Hornchurch                 | Isthmian League Premier Division                  | 7      | Urchins         |                                            |
| Horndean                   | Wessex League Premier Division                    | 9      | Deans           |                                            |
| Horsham                    | Isthmian League Premier Division                  | 7      | Hornets         |                                            |
| Horsham YMCA               | Southern Combination League Premier Division      | 9      | YM              |                                            |
| Hucknall Town              | East Midlands Counties League                     | 10     | Yellows or Town |                                            |
| Huddersfield Town          | Football League Championship                      | 2      | Terriers        |                                            |
| Hull City                  | Football League One                               | 3      | Tigers          | Xuống hạng từ Football League Championship |
| Hullbridge Sports          | Isthmian League Division One North                | 8      | Sports          |                                            |
| Hungerford Town            | National League South                             | 6      | Crusaders       |                                            |
| Huntingdon Town            | United Counties League Division One               | 10     | Croms           |                                            |
| Hyde United                | Northern Premier League Premier Division          | 7      | Tigers          |                                            |
| Hythe & Dibden             | Wessex League Division One                        | 10     | Boatmen         |                                            |
| Hythe Town                 | Isthmian League Division One South East           | 8      | Cannons         |                                            |

### I
| Câu lạc bộ        | Giải đấu/Hạng đấu                                 | Cấp độ | Biệt danh    | Thay đổi so với mùa giải 2019-20 |
| ----------------- | ------------------------------------------------- | ------ | ------------ | -------------------------------- |
| Ilford            | Essex Senior League                               | 9      | Foxes        |                                  |
| Ilfracombe Town   | South West Peninsula League Premier Division East | 10     | Bluebirds    |                                  |
| Ilkeston Town     | Northern Premier League Division One South East   | 8      | Robins       |                                  |
| Ingles            | East Midlands Counties League                     | 10     | tbc          |                                  |
| Ipswich Town      | Football League One                               | 3      | Tractor Boys |                                  |
| Ipswich Wanderers | Eastern Counties League Division One North        | 10     | Wanderers    |                                  |
| Irchester United  | United Counties League Division One               | 10     | Romans       |                                  |
| Irlam             | North West Counties League Premier Division       | 9      | Mitchells    |                                  |
| Ivybridge Town    | South West Peninsula League Premier Division East | 10     | Bridgers     |                                  |

### J
| Câu lạc bộ       | Giải đấu/Hạng đấu                     | Cấp độ | Biệt danh | Thay đổi so với mùa giải 2019-20 |
| ---------------- | ------------------------------------- | ------ | --------- | -------------------------------- |
| Jarrow           | Northern League Division Two          | 10     | tbc       |                                  |
| Jersey Bulls(CI) | Combined Counties League Division One | 10     | Bulls     |                                  |

Notes:

(CI) Channel Islands club playing in the English Football system.

### K
| Câu lạc bộ                  | Giải đấu/Hạng đấu                               | Cấp độ | Biệt danh   | Thay đổi so với mùa giải 2019-20    |
| --------------------------- | ----------------------------------------------- | ------ | ----------- | ----------------------------------- |
| K Sports                    | Southern Counties East League Premier Division  | 9      | Paperboys   |                                     |
| Kempston Rovers             | Southern League Division One Central            | 8      | Walnut Boys |                                     |
| Kendal Town                 | Northern Premier League Division One North West | 8      | Mintcakes   |                                     |
| Kennington                  | Southern Counties East League Division One      | 10     | Ton         |                                     |
| Kensington & Ealing Borough | Combined Counties League Division One           | 10     | tbc         |                                     |
| Kent Football United        | Southern Counties East League Division One      | 10     | tbc         |                                     |
| Kettering Town              | National League North                           | 6      | Poppies     |                                     |
| Keynsham Town               | Western League Premier Division                 | 9      | K's         |                                     |
| Kidderminster Harriers      | National League North                           | 6      | Kiddy       |                                     |
| Kidlington Development      | Hellenic League Division One East               | 10     | Greens      |                                     |
| Kidlington                  | Southern League Division One Central            | 8      | Greens      |                                     |
| Kidsgrove Athletic          | Northern Premier League Division One South East | 8      | Grove       |                                     |
| Kimberley Miners Welfare    | East Midlands Counties League                   | 10     | Welfare     |                                     |
| Kings Langley               | Southern League Premier Division Central        | 7      | Kings       |                                     |
| King's Lynn Town Dự bị      | Eastern Counties League Division One North      | 10     | Linnets     |                                     |
| King's Lynn Town            | National League                                 | 5      | Linnets     | Thăng hạng từ National League North |
| Kingstonian                 | Isthmian League Premier Division                | 7      | K's         |                                     |
| Kirby Muxloe                | Midland League Division One                     | 10     | tbc         |                                     |
| Kirkley & Pakefield         | Eastern Counties League Premier Division        | 9      | Royals      |                                     |
| Knaphill                    | Combined Counties League Premier Division       | 9      | Knappers    |                                     |
| Knaresborough Town          | Northern Counties East League Premier Division  | 9      | Boro        |                                     |

### L
| Câu lạc bộ              | Giải đấu/Hạng đấu                                 | Cấp độ | Biệt danh       | Thay đổi so với mùa giải 2019-20           |
| ----------------------- | ------------------------------------------------- | ------ | --------------- | ------------------------------------------ |
| Lakenheath              | Eastern Counties League Division One North        | 10     | Heath           |                                            |
| Lancaster City          | Northern Premier League Premier Division          | 7      | Dolly Blues     |                                            |
| Lancing                 | Southern Combination League Premier Division      | 9      | Lancers         |                                            |
| Langford                | Spartan South Midlands League Division One        | 10     | Reds            |                                            |
| Langley                 | Hellenic League Division One East                 | 10     | tbc             |                                            |
| Langney Wanderers       | Southern Combination League Premier Division      | 9      | tbc             |                                            |
| Larkhall Athletic       | Southern League Division One South                | 8      | Larks           |                                            |
| Launceston              | South West Peninsula League Premier Division West | 10     | Clarets         |                                            |
| Laverstock & Ford       | Wessex League Division One                        | 10     | Lavvy           |                                            |
| Leamington              | National League North                             | 6      | Brakes          |                                            |
| Leatherhead             | Isthmian League Premier Division                  | 7      | Tanners         |                                            |
| Lebeq United            | Western League Division One                       | 10     | tbc             |                                            |
| Leeds United            | Premier League                                    | 1      | Whites          | Thăng hạng từ Football League Championship |
| Leek Town               | Northern Premier League Division One South East   | 8      | Blues           |                                            |
| Leicester City          | Premier League                                    | 1      | Foxes           |                                            |
| Leicester Nirvana       | United Counties League Premier Division           | 9      | tbc             |                                            |
| Leicester Road          | Midland League Division One                       | 10     | Knitters        |                                            |
| Leighton Town           | Spartan South Midlands League Premier Division    | 9      | Reds            |                                            |
| Leiston Dự bị           | Eastern Counties League Division One North        | 10     | Blues           |                                            |
| Leiston                 | Southern League Premier Division Central          | 7      | Blues           |                                            |
| Leverstock Green        | Spartan South Midlands League Premier Division    | 9      | Green           |                                            |
| Lewes                   | Isthmian League Premier Division                  | 7      | Rooks           |                                            |
| Lewisham Borough        | Southern Counties East League Division One        | 10     | Boro            |                                            |
| Leyton Orient           | Football League Two                               | 4      | O's             |                                            |
| Lichfield City          | Midland League Division One                       | 10     | tbc             |                                            |
| Lincoln City            | Football League One                               | 3      | Imps            |                                            |
| Lincoln United          | Northern Premier League Division One South East   | 8      | Amateurs        |                                            |
| Lingfield               | Southern Combination League Premier Division      | 9      | Lingers         |                                            |
| Liskeard Athletic       | South West Peninsula League Premier Division West | 10     | Blues           |                                            |
| Litherland REMYCA       | North West Counties League Premier Division       | 9      | REMY            |                                            |
| Little Common           | Southern Combination League Premier Division      | 9      | Green Lane Boys |                                            |
| Little Oakley           | Eastern Counties League Division One South        | 10     | Acorns          |                                            |
| Littlehampton Town      | Southern Combination League Division One          | 10     | Marigolds       |                                            |
| Littleton               | West Midlands (Regional) League Premier Division  | 10     | Ton             |                                            |
| Liverpool               | Premier League                                    | 1      | Reds            |                                            |
| Liversedge              | Northern Counties East League Premier Division    | 9      | Sedge           |                                            |
| London Colney           | Spartan South Midlands League Premier Division    | 9      | Blueboys        |                                            |
| London Tigers           | Spartan South Midlands League Division One        | 10     | Tigers          |                                            |
| Long Buckby             | United Counties League Division One               | 10     | Bucks           |                                            |
| Long Crendon            | Hellenic League Division One East                 | 10     | tbc             |                                            |
| Long Eaton United       | Midland League Premier Division                   | 9      | Blues           |                                            |
| Long Melford            | Eastern Counties League Premier Division          | 9      | Villagers       |                                            |
| Longlevens              | Hellenic League Premier Division                  | 9      | Levens          |                                            |
| Longridge Town          | North West Counties League Premier Division       | 9      | Ridge           |                                            |
| Longwell Green Sports   | Western League Division One                       | 10     | Green           |                                            |
| Lopes Tavares           | Eastern Counties League Division One South        | 10     | Kings           |                                            |
| Lordswood               | Southern Counties East League Premier Division    | 9      | Lords           |                                            |
| Loughborough Dynamo     | Northern Premier League Division One South East   | 8      | Moes            |                                            |
| Loughborough University | United Counties League Premier Division           | 9      | Scholars        |                                            |
| Lower Breck             | North West Counties League Division One North     | 10     | tbc             |                                            |
| Lowestoft Town          | Southern League Premier Division Central          | 7      | Trawler Boys    |                                            |
| Loxwood                 | Southern Combination League Premier Division      | 9      | Magpies         |                                            |
| Luton Town              | Football League Championship                      | 2      | Hatters         |                                            |
| Lutterworth Athletic    | United Counties League Division One               | 10     | Athletic        |                                            |
| Lutterworth Town        | United Counties League Premier Division           | 9      | Swifts          |                                            |
| Lydd Town               | Southern Counties East League Division One        | 10     | Lydders         |                                            |
| Lydney Town             | Hellenic League Premier Division                  | 9      | Town            |                                            |
| Lye Town                | Midland League Premier Division                   | 9      | Flyers          |                                            |
| Lymington Town          | Wessex League Premier Division                    | 9      | Lynnets         |                                            |

### M
| Câu lạc bộ            | Giải đấu/Hạng đấu                                 | Cấp độ | Biệt danh  | Thay đổi so với mùa giải 2019-20                                         |
| --------------------- | ------------------------------------------------- | ------ | ---------- | ------------------------------------------------------------------------ |
| Maccabi London Lions  | Spartan South Midlands League Division One        | 10     | Lions      |                                                                          |
| Macclesfield Town     | National League                                   | 5      | Silkmen    | Xuống hạng từ Football League Two / Wound-up by the High Court 16/09/20. |
| Maidenhead United     | National League                                   | 5      | Magpies    |                                                                          |
| Maidstone United      | National League South                             | 6      | Stones     |                                                                          |
| Maine Road            | North West Counties League Division One South     | 10     | Sky Blues  |                                                                          |
| Maldon & Tiptree      | Isthmian League Division One North                | 8      | Jammers    |                                                                          |
| Malmesbury Victoria   | Hellenic League Division One West                 | 10     | Vics       |                                                                          |
| Maltby Main           | Northern Counties East League Premier Division    | 9      | Miners     |                                                                          |
| Malvern Town          | Hellenic League Division One West                 | 10     | Hillsiders |                                                                          |
| Manchester City       | Premier League                                    | 1      | Citizens   |                                                                          |
| Manchester United     | Premier League                                    | 1      | Red Devils |                                                                          |
| Mangotsfield United   | Southern League Division One South                | 8      | Field      |                                                                          |
| Mansfield Town        | Football League Two                               | 4      | Stags      |                                                                          |
| March Town United     | Eastern Counties League Division One North        | 10     | Hares      |                                                                          |
| Margate               | Isthmian League Premier Division                  | 7      | Gate       |                                                                          |
| Marine                | Northern Premier League Division One North West   | 8      | Mariners   |                                                                          |
| Market Drayton Town   | Northern Premier League Division One South East   | 8      |            |                                                                          |
| Marlow                | Isthmian League Division One South Central        | 8      | Blues      |                                                                          |
| Marske United         | Northern Premier League Division One North West   | 8      | Seasiders  |                                                                          |
| Matlock Town          | Northern Premier League Premier Division          | 7      | Gladiators |                                                                          |
| May & Baker           | Eastern Counties League Division One South        | 10     | Bakers     |                                                                          |
| Melksham Town         | Southern League Division One South                | 8      | Town       |                                                                          |
| Melton Town           | United Counties League Division One               | 10     | tbc        |                                                                          |
| Meridian VP           | Southern Counties East League Division One        | 10     | tbc        |                                                                          |
| Merstham              | Isthmian League Premier Division                  | 7      | Moatsiders |                                                                          |
| Merthyr Town (WE)     | Southern League Premier Division South            | 7      | Martyrs    |                                                                          |
| Metropolitan Police   | Southern League Premier Division South            | 7      | Met        |                                                                          |
| Mickleover Sports     | Northern Premier League Premier Division          | 7      | Sports     |                                                                          |
| Middlesbrough         | Football League Championship                      | 2      | Boro       |                                                                          |
| Midhurst & Easebourne | Southern Combination League Division One          | 10     | Stags      |                                                                          |
| Mildenhall Town       | Eastern Counties League Premier Division          | 9      | Hall       |                                                                          |
| Mile Oak              | Southern Combination League Division One          | 10     | Oak        |                                                                          |
| Millbrook             | South West Peninsula League Premier Division East | 10     | Magpies    |                                                                          |
| Millwall              | Football League Championship                      | 2      | Lions      |                                                                          |
| Milton Keynes         | Football League One                               | 3      | Dons       |                                                                          |
| Milton Keynes Irish   | Spartan South Midlands League Division One        | 10     | Robins     | Tên gọi mới sau khi hợp nhất với Milton Keynes Irish Veterans & Unite MK |
| Milton United         | Hellenic League Division One East                 | 10     | Miltonians |                                                                          |
| Molesey               | Combined Counties League Premier Division         | 9      | Moles      |                                                                          |
| Moneyfields           | Southern League Division One South                | 8      | Moneys     |                                                                          |
| Morecambe             | Football League Two                               | 4      | Shrimps    |                                                                          |
| Moreton Rangers       | Hellenic League Division One West                 | 10     | Townsmen   |                                                                          |
| Morpeth Town          | Northern Premier League Premier Division          | 7      | Highwaymen |                                                                          |
| Mossley               | Northern Premier League Division One North West   | 8      | Lilywhites |                                                                          |
| Mousehole             | South West Peninsula League Premier Division West | 10     | Seagulls   |                                                                          |
| Mulbarton Wanderers   | Eastern Counties League Division One North        | 10     | tbc        |                                                                          |

Notes:

(WE) Welsh club playing in the English Football system.

### N
| Câu lạc bộ                 | Giải đấu/Hạng đấu                                 | Cấp độ | Biệt danh    | Thay đổi so với mùa giải 2019-20            |
| -------------------------- | ------------------------------------------------- | ------ | ------------ | ------------------------------------------- |
| Nantwich Town              | Northern Premier League Premier Division          | 7      | Dabbers      |                                             |
| Needham Market Dự bị       | Eastern Counties League Division One North        | 10     | Marketmen    |                                             |
| Needham Market             | Southern League Premier Division Central          | 7      | Marketmen    |                                             |
| Nelson                     | North West Counties League Division One North     | 10     | Admirals     |                                             |
| New Mills                  | North West Counties League Division One South     | 10     | Millers      |                                             |
| New Milton Town            | Wessex League Division One                        | 10     | Linnets      |                                             |
| New Salamis                | Spartan South Midlands League Division One        | 10     | tbc          |                                             |
| Newark                     | Midland League Premier Division                   | 9      | tbc          | Tên gọi mới - trước đây là Newark Flowserve |
| Newbury Forest             | Eastern Counties League Division One South        | 10     | tbc          |                                             |
| Newcastle Benfield         | Northern League Division One                      | 9      | Lions        |                                             |
| Newcastle Town             | Northern Premier League Division One South East   | 8      | Castle       |                                             |
| Newcastle United           | Premier League                                    | 1      | Magpies      |                                             |
| Newcastle University       | Northern League Division Two                      | 10     | tbc          |                                             |
| Newent Town                | Hellenic League Division One West                 | 10     | Daffs        |                                             |
| Newhaven                   | Southern Combination League Premier Division      | 9      | Dockers      |                                             |
| Newmarket Town             | Eastern Counties League Premier Division          | 9      | Jockeys      |                                             |
| Newport (IOW)              | Wessex League Division One                        | 10     | Ports        |                                             |
| Newport County (WE)        | Football League Two                               | 4      | Exiles       |                                             |
| Newport Pagnell Town       | Spartan South Midlands League Premier Division    | 9      | Swans        |                                             |
| Newquay                    | South West Peninsula League Premier Division West | 10     | Peppermints  |                                             |
| Newton Abbot Spurs         | South West Peninsula League Premier Division East | 10     | Spurs        |                                             |
| Newton Aycliffe            | Northern League Division One                      | 9      | Newts        |                                             |
| North Ferriby              | Northern Counties East League Division One        | 10     | Villagers    |                                             |
| North Greenford United     | Spartan South Midlands League Premier Division    | 9      | Blues        |                                             |
| North Leigh                | Southern League Division One Central              | 8      | Yellows      |                                             |
| North Shields              | Northern League Division One                      | 9      | Robins       |                                             |
| Northallerton Town         | Northern League Division One                      | 9      | Town         |                                             |
| Northampton ON Chenecks    | United Counties League Premier Division           | 9      | Chenecks     |                                             |
| Northampton Sileby Rangers | United Counties League Division One               | 10     | Rangers      |                                             |
| Northampton Town           | Football League One                               | 3      | Cobblers     | Thăng hạng từ Football League Two           |
| Northwich Victoria         | North West Counties League Premier Division       | 9      | Vics         |                                             |
| Northwood                  | Isthmian League Division One South Central        | 8      | Woods        |                                             |
| Norwich CBS                | Eastern Counties League Division One North        | 10     | tbc          |                                             |
| Norwich City               | Football League Championship                      | 2      | Canaries     | Xuống hạng từ Premier League                |
| Norwich United             | Eastern Counties League Premier Division          | 9      | Planters     |                                             |
| Nostell Miners Welfare     | Northern Counties East League Division One        | 10     | Welfare      |                                             |
| Nottingham Forest          | Football League Championship                      | 2      | Forest       |                                             |
| Notts County               | National League                                   | 5      | Magpies      |                                             |
| Nuneaton Borough           | Southern League Premier Division Central          | 7      | Boro         |                                             |
| Nuneaton Griff             | Midland League Division One                       | 10     | Heartlanders |                                             |

Notes:

(WE) Welsh club playing in the English Football system.

### O
| Câu lạc bộ          | Giải đấu/Hạng đấu                               | Cấp độ | Biệt danh | Thay đổi so với mùa giải 2019-20            |
| ------------------- | ----------------------------------------------- | ------ | --------- | ------------------------------------------- |
| Oakwood             | Southern Combination League Division One        | 10     | Oaks      |                                             |
| Odd Down            | Western League Premier Division                 | 9      | Down      |                                             |
| Oldham Athletic     | Football League Two                             | 4      | Latics    |                                             |
| Oldland Abbotonians | Western League Division One                     | 10     | O's       |                                             |
| Ollerton Town       | East Midlands Counties League                   | 10     | Town      | Chuyển từ Northern Counties East League One |
| Ossett United       | Northern Premier League Division One North West | 8      | Reds      |                                             |
| Oxford City         | National League South                           | 6      | City      |                                             |
| Oxford United       | Football League One                             | 3      | U's       |                                             |
| Oxhey Jets          | Spartan South Midlands League Premier Division  | 9      | Jets      |                                             |

### P
| Câu lạc bộ                 | Giải đấu/Hạng đấu                                 | Cấp độ | Biệt danh  | Thay đổi so với mùa giải 2019-20  |
| -------------------------- | ------------------------------------------------- | ------ | ---------- | --------------------------------- |
| Padiham                    | North West Counties League Premier Division       | 9      | Storks     |                                   |
| Paget Rangers              | Midland League Division One                       | 10     | Bears      |                                   |
| Pagham                     | Southern Combination League Premier Division      | 9      | Lions      |                                   |
| Park View                  | Spartan South Midlands League Division One        | 10     | tbc        |                                   |
| Parkgate                   | Northern Counties East League Division One        | 10     | Steelmen   |                                   |
| Paulton Rovers             | Southern League Division One South                | 8      | Rovers     |                                   |
| Peacehaven & Telscombe     | Southern Combination League Premier Division      | 9      | Magpies    |                                   |
| Penistone Church           | Northern Counties East League Premier Division    | 9      | tbc        |                                   |
| Penn & Tylers Green        | Hellenic League Division One East                 | 10     | Penn       |                                   |
| Penrith                    | Northern League Division One                      | 9      | Blues      |                                   |
| Penzance                   | South West Peninsula League Premier Division West | 10     | Magpies    |                                   |
| Pershore Town              | West Midlands (Regional) League Premier Division  | 10     | Town       |                                   |
| Peterborough Northern Star | United Counties League Premier Division           | 9      | Eyes       |                                   |
| Peterborough Sports        | Southern League Premier Division Central          | 7      | Sports     |                                   |
| Peterborough United        | Football League One                               | 3      | Posh       |                                   |
| Petersfield Town           | Wessex League Division One                        | 10     | Rams       |                                   |
| Phoenix Sports             | Isthmian League Division One South East           | 8      | tbc        |                                   |
| Pickering Town             | Northern Premier League Division One North West   | 8      | Pikes      |                                   |
| Pilkington                 | North West Counties League Division One North     | 10     | tbc        |                                   |
| Pinchbeck United           | United Counties League Premier Division           | 9      | tbc        |                                   |
| Plymouth Argyle            | Football League One                               | 3      | Pilgrims   | Thăng hạng từ Football League Two |
| Plymouth Marjon            | South West Peninsula League Premier Division East | 10     | Marjons    |                                   |
| Plymouth Parkway           | Western League Premier Division                   | 9      | Parkway    |                                   |
| Pontefract Collieries      | Northern Premier League Division One North West   | 8      | Colls      |                                   |
| Poole Town                 | Southern League Premier Division South            | 7      | Dolphins   |                                   |
| Port Vale                  | Football League Two                               | 4      | Valiants   |                                   |
| Porthleven                 | South West Peninsula League Premier Division West | 10     | Fishermen  |                                   |
| Portishead Town            | Western League Division One                       | 10     | Posset     |                                   |
| Portland United            | Wessex League Premier Division                    | 9      | Blues      |                                   |
| Portsmouth                 | Football League One                               | 3      | Pompey     |                                   |
| Potters Bar Town           | Isthmian League Premier Division                  | 7      | Scholars   |                                   |
| Potton United              | Spartan South Midlands League Premier Division    | 9      | Royals     |                                   |
| Prescot Cables             | Northern Premier League Division One North West   | 8      | Tigers     |                                   |
| Preston North End          | Football League Championship                      | 2      | Lilywhites |                                   |
| Prestwich Heys             | North West Counties League Division One North     | 10     | Heys       |                                   |
| Punjab United              | Southern Counties East League Premier Division    | 9      | Punjab     |                                   |

### Q
| Câu lạc bộ          | Giải đấu/Hạng đấu                       | Cấp độ | Biệt danh   | Thay đổi so với mùa giải 2019-20 |
| ------------------- | --------------------------------------- | ------ | ----------- | -------------------------------- |
| Queens Park Rangers | Football League Championship            | 2      | Hoops       |                                  |
| Quorn               | United Counties League Premier Division | 9      | Vegetarians |                                  |

### R
| Câu lạc bộ                 | Giải đấu/Hạng đấu                               | Cấp độ | Biệt danh        | Thay đổi so với mùa giải 2019-20  |
| -------------------------- | ----------------------------------------------- | ------ | ---------------- | --------------------------------- |
| Racing Club Warwick        | Midland League Premier Division                 | 9      | Racers           |                                   |
| Radcliffe                  | Northern Premier League Premier Division        | 7      | Boro             |                                   |
| Radford                    | East Midlands Counties League                   | 10     | Pheasants        |                                   |
| Radstock Town              | Western League Division One                     | 10     | Miners           |                                   |
| Rainworth Miners Welfare   | East Midlands Counties League                   | 10     | Wrens            |                                   |
| Ramsbottom United          | Northern Premier League Division One North West | 8      | Rams             |                                   |
| Ramsgate                   | Isthmian League Division One South East         | 8      | Rams             |                                   |
| Raunds Town                | United Counties League Division One             | 10     | Shopmates        |                                   |
| Rayners Lane               | Spartan South Midlands League Division One      | 10     | Lane             |                                   |
| Raynes Park Vale           | Combined Counties League Premier Division       | 9      | Vale             |                                   |
| Reading City               | Hellenic League Premier Division                | 9      | Moor             |                                   |
| Reading                    | Football League Championship                    | 2      | Royals           |                                   |
| Redbridge                  | Essex Senior League                             | 9      | Motormen         |                                   |
| Redcar Athletic            | Northern League Division Two                    | 10     | tbc              |                                   |
| Redditch United            | Southern League Premier Division Central        | 7      | Reds             |                                   |
| Redhill                    | Combined Counties League Premier Division       | 9      | Lobsters         |                                   |
| Retford                    | Northern Counties East League Division One      | 10     | Choughs          |                                   |
| Ringwood Town              | Wessex League Division One                      | 10     | Worms            |                                   |
| Risborough Rangers         | Hellenic League Division One East               | 10     | Rangers          |                                   |
| Rocester                   | Midland League Division One                     | 10     | Romans           |                                   |
| Rochdale                   | Football League One                             | 3      | Dale             |                                   |
| Rochester United           | Southern Counties East League Division One      | 10     | tbc              |                                   |
| Roffey                     | Southern Combination League Division One        | 10     | tbc              |                                   |
| Roman Glass St George      | Western League Premier Division                 | 9      | Glass            |                                   |
| Romford                    | Isthmian League Division One North              | 8      | Boro'            |                                   |
| Romsey Town                | Wessex League Division One                      | 10     | Town             |                                   |
| Romulus                    | Midland League Premier Division                 | 9      | Roms             |                                   |
| Rossington Main            | Northern Counties East League Division One      | 10     | Main             |                                   |
| Rotherham United           | Football League Championship                    | 2      | Millers          | Thăng hạng từ Football League One |
| Rothwell Corinthians       | United Counties League Premier Division         | 9      | Corinthians      |                                   |
| Royal Wootton Bassett Town | Hellenic League Premier Division                | 9      | Bassett          |                                   |
| Royston Town               | Southern League Premier Division Central        | 7      | Crows            |                                   |
| Rugby Town                 | United Counties League Premier Division         | 9      | Valley           |                                   |
| Runcorn Linnets            | Northern Premier League Division One North West | 8      | Linnets          |                                   |
| Runcorn Town               | North West Counties League Premier Division     | 9      | Town             |                                   |
| Rushall Olympic            | Southern League Premier Division Central        | 7      | Pics             |                                   |
| Rushden & Higham United    | United Counties League Division One             | 10     | Lankies          |                                   |
| Rusthall                   | Southern Counties East League Division One      | 10     | Rustics          |                                   |
| Ryhope Colliery Welfare    | Northern League Division One                    | 9      | Colliery Welfare |                                   |
| Ryton & Crawcrook Albion   | Northern League Division Two                    | 10     | Albion           |                                   |

### S
| Câu lạc bộ               | Giải đấu/Hạng đấu                                 | Cấp độ | Biệt danh         | Thay đổi so với mùa giải 2019-20                                         |
| ------------------------ | ------------------------------------------------- | ------ | ----------------- | ------------------------------------------------------------------------ |
| Saffron Dynamo           | United Counties League Division One               | 10     | Saff              |                                                                          |
| Saffron Walden Town      | Essex Senior League                               | 9      | Bloods            |                                                                          |
| Salford City             | Football League Two                               | 4      | Ammies            |                                                                          |
| Salisbury                | Southern League Premier Division South            | 7      | Whites            |                                                                          |
| Saltash United           | South West Peninsula League Premier Division West | 10     | Ashes             |                                                                          |
| Saltdean United          | Southern Combination League Premier Division      | 9      | Tigers            |                                                                          |
| Sandbach United          | North West Counties League Division One South     | 10     | tbc               |                                                                          |
| Sandhurst Town           | Combined Counties League Division One             | 10     | Fizzers           |                                                                          |
| Sawbridgeworth Town      | Essex Senior League                               | 9      | Robins            |                                                                          |
| Scarborough Athletic     | Northern Premier League Premier Division          | 7      | Seadogs           |                                                                          |
| Scunthorpe United        | Football League Two                               | 4      | Iron              |                                                                          |
| Seaford Town             | Southern Combination League Division One          | 10     | Badgers           |                                                                          |
| Seaham Red Star          | Northern League Division One                      | 9      | Star              |                                                                          |
| Selby Town               | Northern Counties East League Division One        | 10     | Robins            |                                                                          |
| Selsey                   | Southern Combination League Division One          | 10     | Blues             |                                                                          |
| Selston                  | Midland League Premier Division                   | 9      | Parisioners       |                                                                          |
| Sevenoaks Town           | Isthmian League Division One South East           | 8      | Oaks              |                                                                          |
| Shaftesbury              | Wessex League Premier Division                    | 9      | Rockies           |                                                                          |
| Shawbury United          | West Midlands (Regional) League Premier Division  | 10     | tbc               |                                                                          |
| Sheerwater               | Combined Counties League Premier Division         | 9      | Sheers            |                                                                          |
| Sheffield                | Northern Premier League Division One South East   | 8      | Club              |                                                                          |
| Sheffield United         | Premier League                                    | 1      | Blades            |                                                                          |
| Sheffield Wednesday      | Football League Championship                      | 2      | Owls              |                                                                          |
| Shefford Town & Campton  | Spartan South Midlands League Division One        | 10     | tbc               |                                                                          |
| Shelley Community        | North West Counties League Division One North     | 10     | tbc               | Rút lui ngày 18 tháng 9 năm 2020 do vấn đề tài chính liên quan COVID-19. |
| Sheppey United           | Southern Counties East League Premier Division    | 9      | Ites              |                                                                          |
| Shepshed Dynamo          | United Counties League Premier Division           | 9      | Dynamo            |                                                                          |
| Shepton Mallet           | Western League Premier Division                   | 9      | Mallet            |                                                                          |
| Sherborne Town           | Western League Division One                       | 10     | tbc               |                                                                          |
| Sheringham               | Eastern Counties League Division One North        | 10     | Shannocks         |                                                                          |
| Sherwood Colliery        | East Midlands Counties League                     | 10     | Parisioners       |                                                                          |
| Shifnal Town             | West Midlands (Regional) League Premier Division  | 10     | Reds              |                                                                          |
| Shildon                  | Northern League Division One                      | 9      | Railwaymen        |                                                                          |
| Shirebrook Town          | East Midlands Counties League                     | 10     | tbc               |                                                                          |
| Sholing                  | Southern League Division One South                | 8      | Boatmen           |                                                                          |
| Shoreham                 | Southern Combination League Division One          | 10     | Musselmen         |                                                                          |
| Shortwood United         | Hellenic League Division One West                 | 10     | Woods             |                                                                          |
| Shrewsbury Town          | Football League One                               | 3      | Shrews            |                                                                          |
| Shrivenham               | Hellenic League Premier Division                  | 9      | Shrivy            |                                                                          |
| Sidmouth Town            | South West Peninsula League Premier Division East | 10     | Vikings           |                                                                          |
| Silsden                  | Northern Counties East League Premier Division    | 9      | Cobbydalers       |                                                                          |
| Sittingbourne            | Isthmian League Division One South East           | 8      | Brickies          |                                                                          |
| Skegness Town            | Northern Counties East League Division One        | 10     | Lilywhites        |                                                                          |
| Skelmersdale United      | North West Counties League Premier Division       | 9      | Skem              |                                                                          |
| Sleaford Town            | United Counties League Premier Division           | 9      | Greens            |                                                                          |
| Slimbridge               | Southern League Division One South                | 8      | Swans             |                                                                          |
| Slough Town              | National League South                             | 6      | Rebels            |                                                                          |
| Smethwick Rangers        | West Midlands (Regional) League Premier Division  | 10     | SR1               |                                                                          |
| Snodland Town            | Southern Counties East League Division One        | 10     | tbc               |                                                                          |
| Soham Town Rangers       | Isthmian League Division One North                | 8      | Greens            |                                                                          |
| Solihull Moors           | National League                                   | 5      | Moors             |                                                                          |
| South Park               | Isthmian League Division One South Central        | 8      | Sparks            |                                                                          |
| South Shields            | Northern Premier League Premier Division          | 7      | Mariners          |                                                                          |
| Southall                 | Combined Counties League Premier Division         | 9      | tbc               |                                                                          |
| Southampton              | Premier League                                    | 1      | Saints            |                                                                          |
| Southend Manor           | Essex Senior League                               | 9      | Manor             |                                                                          |
| Southend United          | Football League Two                               | 4      | Shrimpers         | Xuống hạng từ Football League One                                        |
| Southport                | National League North                             | 6      | Sandgrounders     |                                                                          |
| Spalding United          | Northern Premier League Division One South East   | 8      | Tulips            |                                                                          |
| Spelthorne Sports        | Combined Counties League Premier Division         | 9      | Spelly            |                                                                          |
| Spennymoor Town          | National League North                             | 6      | Moors             |                                                                          |
| Sporting Bengal United   | Essex Senior League                               | 9      | Bengal Tigers     |                                                                          |
| Sporting Club Thamesmead | Southern Counties East League Division One        | 10     | Acres             |                                                                          |
| Sporting Khalsa          | Midland League Premier Division                   | 9      | Sporting          |                                                                          |
| Squires Gate             | North West Counties League Premier Division       | 9      | Gate              |                                                                          |
| St Albans City           | National League South                             | 6      | Saints            |                                                                          |
| St Andrews               | United Counties League Division One               | 10     | Saints            |                                                                          |
| St Blazey                | South West Peninsula League Premier Division West | 10     | Green & Blacks    |                                                                          |
| St Dennis                | South West Peninsula League Premier Division West | 10     | Saints            |                                                                          |
| St Helens Town           | North West Counties League Division One North     | 10     | Saints            |                                                                          |
| St Ives Town             | Southern League Premier Division Central          | 7      | Saints            |                                                                          |
| St Martins               | North West Counties League Division One South     | 10     | Saints            |                                                                          |
| St Neots Town            | Southern League Division One Central              | 8      | Saints            |                                                                          |
| St Margaretsbury         | Essex Senior League                               | 9      | Bury              |                                                                          |
| St Panteleimon           | Spartan South Midlands League Division One        | 10     | Saints            |                                                                          |
| Stafford Rangers         | Northern Premier League Premier Division          | 7      | Rangers           |                                                                          |
| Stafford Town            | Midland League Division One                       | 10     | Reds              |                                                                          |
| Staines Town             | Isthmian League Division One South Central        | 8      | Swans             |                                                                          |
| Stalybridge Celtic       | Northern Premier League Premier Division          | 7      | Celts             |                                                                          |
| Stamford                 | Northern Premier League Division One South East   | 8      | Daniels           |                                                                          |
| Stansfeld O&BC           | Southern Counties East League Division One        | 10     | Palace            |                                                                          |
| Stansted                 | Essex Senior League                               | 9      | Blues             |                                                                          |
| Stanway Rovers           | Eastern Counties League Premier Division          | 9      | Rovers            |                                                                          |
| Stapenhill               | Midland League Division One                       | 10     | Swans             |                                                                          |
| Staveley Miners Welfare  | Northern Counties East League Premier Division    | 9      | Welfare           |                                                                          |
| Steeton                  | North West Counties League Division One North     | 10     | tbc               |                                                                          |
| Stevenage                | Football League Two                               | 4      | Boro              |                                                                          |
| Steyning Town            | Southern Combination League Premier Division      | 9      | Barrowmen         |                                                                          |
| Sticker                  | South West Peninsula League Premier Division West | 10     | Ashes             |                                                                          |
| Stockport County         | National League                                   | 5      | Hatters           |                                                                          |
| Stockport Town           | North West Counties League Division One South     | 10     | Lions             |                                                                          |
| Stocksbridge Park Steels | Northern Premier League Division One South East   | 8      | Steels            |                                                                          |
| Stockton Town            | Northern League Division One                      | 9      | Anchors           |                                                                          |
| Stoke City               | Football League Championship                      | 2      | Potters           |                                                                          |
| Stoke Gabriel            | South West Peninsula League Premier Division East | 10     | Railwaymen        |                                                                          |
| Stone Old Alleynians     | North West Counties League Division One South     | 10     | tbc               |                                                                          |
| Stonehouse Town          | Hellenic League Division One West                 | 10     | Magpies           |                                                                          |
| Storrington              | Southern Combination League Division One          | 10     | Swans             |                                                                          |
| Stotfold                 | Spartan South Midlands League Division One        | 10     | Eagles            |                                                                          |
| Stourbridge              | Southern League Premier Division Central          | 7      | Glassboys         |                                                                          |
| Stourport Swifts         | Midland League Premier Division                   | 9      | Swifts            |                                                                          |
| Stowmarket Town          | Eastern Counties League Premier Division          | 9      | Old Black & Golds |                                                                          |
| Stratford Town           | Southern League Premier Division Central          | 7      | Town              |                                                                          |
| Street                   | Western League Premier Division                   | 9      | Cobblers          |                                                                          |
| Studley                  | Midland League Division One                       | 10     | Bees              |                                                                          |
| Sunderland               | Football League One                               | 3      | Black Cats        |                                                                          |
| Sunderland Ryhope CA     | Northern League Division One                      | 9      | CA                |                                                                          |
| Sunderland West End      | Northern League Division Two                      | 10     | Albion            |                                                                          |
| Sutton Athletic          | Southern Counties East League Division One        | 10     | tbc               |                                                                          |
| Sutton Coldfield Town    | Northern Premier League Division One South East   | 8      | Royals            |                                                                          |
| Sutton Common Rovers     | Combined Counties League Premier Division         | 9      | Commoners         |                                                                          |
| Sutton United            | National League                                   | 5      | U's               |                                                                          |
| Swaffham Town            | Eastern Counties League Premier Division          | 9      | Pedlars           |                                                                          |
| Swallownest              | Northern Counties East League Division One        | 10     | tbc               |                                                                          |
| Swansea City (WE)        | Football League Championship                      | 2      | Swans             |                                                                          |
| Swindon Supermarine      | Southern League Premier Division South            | 7      | Marine            |                                                                          |
| Swindon Town             | Football League One                               | 3      | Robins            | Thăng hạng từ Football League Two                                        |

Ghi chú:

(WE) Câu lạc bộ Wales đang thi đấu trong hệ thống bóng đá Anh.

### T
| Câu lạc bộ               | Giải đấu/Hạng đấu                                 | Cấp độ | Biệt danh         | Thay đổi so với mùa giải 2019-20  |
| ------------------------ | ------------------------------------------------- | ------ | ----------------- | --------------------------------- |
| Tadcaster Albion         | Northern Premier League Division One North West   | 8      | Brewers           |                                   |
| Tadley Calleva           | Wessex League Premier Division                    | 9      | Tadders           |                                   |
| Takeley                  | Essex Senior League                               | 9      | tbc               |                                   |
| Tamworth                 | Southern League Premier Division Central          | 7      | Lambs             |                                   |
| Taunton Town             | Southern League Premier Division South            | 7      | Peacocks          |                                   |
| Tavistock                | Western League Premier Division                   | 9      | Lambs             |                                   |
| Teversal                 | East Midlands Counties League                     | 10     | Tevie Boys        |                                   |
| Thackley                 | Northern Counties East League Premier Division    | 9      | Dennyboys         |                                   |
| Thame Rangers            | Hellenic League Division One East                 | 10     | tbc               |                                   |
| Thame United             | Southern League Division One Central              | 8      | United            |                                   |
| Thatcham Town            | Southern League Division One South                | 8      | Kingfishers       |                                   |
| Thetford Town            | Eastern Counties League Premier Division          | 9      | Brecklanders      |                                   |
| Thornaby                 | Northern League Division One                      | 9      | Blues             |                                   |
| Thornbury Town           | Hellenic League Division One West                 | 10     | tbc               |                                   |
| Three Bridges            | Isthmian League Division One South East           | 8      | Bridges           |                                   |
| Tilbury                  | Isthmian League Division One North                | 8      | Dockers           |                                   |
| Tiverton Town            | Southern League Premier Division South            | 7      | Yellows           |                                   |
| Tividale                 | Midland League Premier Division                   | 9      | Dale              |                                   |
| Tonbridge Angels         | National League South                             | 6      | Angels            |                                   |
| Tooting & Mitcham United | Isthmian League Division One South Central        | 8      | Terrors           |                                   |
| Tooting Bec              | Combined Counties League Division One             | 10     | Bec               |                                   |
| Torpoint Athletic        | South West Peninsula League Premier Division East | 10     | Gold & Black Army |                                   |
| Torquay United           | National League                                   | 5      | Gulls             |                                   |
| Torridgeside             | South West Peninsula League Premier Division East | 10     | T-Side            |                                   |
| Torrington               | South West Peninsula League Premier Division East | 10     | Super Greens      |                                   |
| Tottenham Hotspur        | Premier League                                    | 1      | Lilywhites        |                                   |
| Totton & Eling           | Wessex League Division One                        | 10     | Millers           |                                   |
| Tow Law Town             | Northern League Division Two                      | 10     | Lawyers           |                                   |
| Tower Hamlets            | Southern Counties East League Premier Division    | 9      | Green Army        |                                   |
| Trafford                 | Northern Premier League Division One North West   | 8      | North             |                                   |
| Tranmere Rovers          | Football League Two                               | 4      | Rovers            | Xuống hạng từ Football League One |
| Tring Athletic           | Spartan South Midlands League Premier Division    | 9      | Athletic          |                                   |
| Truro City               | Southern League Premier Division South            | 7      | White Tigers      |                                   |
| Tuffley Rovers           | Hellenic League Premier Division                  | 9      | Rovers            |                                   |
| Tunbridge Wells          | Southern Counties East League Premier Division    | 9      | Wells             |                                   |
| Tytherington Rocks       | Hellenic League Division One West                 | 10     | Tytherington      |                                   |

### U
| Câu lạc bộ                 | Giải đấu/Hạng đấu                          | Cấp độ | Biệt danh | Thay đổi so với mùa giải 2019-20 |
| -------------------------- | ------------------------------------------ | ------ | --------- | -------------------------------- |
| United Services Portsmouth | Wessex League Division One                 | 10     | RN        |                                  |
| Uttoxeter Town             | Midland League Division One                | 10     | Town      |                                  |
| Uxbridge                   | Isthmian League Division One South Central | 8      | Reds      |                                  |

### V
| Câu lạc bộ      | Giải đấu/Hạng đấu                             | Cấp độ | Biệt danh | Thay đổi so với mùa giải 2019-20 |
| --------------- | --------------------------------------------- | ------ | --------- | -------------------------------- |
| Vauxhall Motors | North West Counties League Division One South | 10     | Motormen  |                                  |
| VCD Athletic    | Isthmian League Division One South East       | 8      | Vickers   |                                  |
| Verwood Town    | Wessex League Division One                    | 10     | Potters   |                                  |
| Virginia Water  | Hellenic League Premier Division              | 9      | Waters    |                                  |

### W
| Câu lạc bộ                 | Giải đấu/Hạng đấu                                 | Cấp độ | Biệt danh       | Thay đổi so với mùa giải 2019-20           |
| -------------------------- | ------------------------------------------------- | ------ | --------------- | ------------------------------------------ |
| Wadebridge Town            | South West Peninsula League Premier Division West | 10     | Bridgers        |                                            |
| Wallingford Town           | Hellenic League Division One East                 | 10     | Waters          |                                            |
| Walsall                    | Football League Two                               | 4      | Saddlers        |                                            |
| Walsall Wood               | Midland League Premier Division                   | 9      | Prims           |                                            |
| Walsham-le-Willows         | Eastern Counties League Premier Division          | 9      | Willows         |                                            |
| Waltham Abbey              | Isthmian League Division One South Central        | 8      | Abbotts         |                                            |
| Walthamstow                | Essex Senior League                               | 9      | Stags           |                                            |
| Walton & Hersham           | Combined Counties League Division One             | 10     | Swans           |                                            |
| Walton Casuals             | Southern League Premier Division South            | 7      | Stags           |                                            |
| Wantage Town               | Southern League Division One Central              | 8      | Alfredians      |                                            |
| Ware                       | Isthmian League Division One South Central        | 8      | Blues           |                                            |
| Warminster Town            | Western League Division One                       | 10     | Reds & Blacks   |                                            |
| Warrington Rylands 1906    | North West Counties League Premier Division       | 9      | Blues           | Tên gọi mới - trước đây là Rylands         |
| Warrington Town            | Northern Premier League Premier Division          | 7      | Wire            |                                            |
| Washington                 | Northern League Division Two                      | 10     | Mechanics       |                                            |
| Watford                    | Football League Championship                      | 2      | Hornets         | Xuống hạng từ Premier League               |
| Wealdstone                 | National League                                   | 5      | Stones          | Thăng hạng từ National League South        |
| Wednesfield                | West Midlands (Regional) League Premier Division  | 10     | Cotttagers      |                                            |
| Welling Town               | Southern Counties East League Premier Division    | 9      | Boots           |                                            |
| Welling United             | National League South                             | 6      | Wings           |                                            |
| Wellingborough Town        | United Counties League Premier Division           | 9      | Cornies         |                                            |
| Wellingborough Whitworth   | United Counties League Division One               | 10     | Flourmen        |                                            |
| Wellington (Herefordshire) | Hellenic League Division One West                 | 10     | Wellies         |                                            |
| Wellington (Somerset)      | Western League Premier Division                   | 9      | Tangerines      |                                            |
| Wells City                 | Western League Division One                       | 10     | tbc             |                                            |
| Welton Rovers              | Western League Division One                       | 10     | Rovers          |                                            |
| Welwyn Garden City         | Southern League Division One Central              | 8      | Citizens        |                                            |
| Wem Town                   | West Midlands (Regional) League Premier Division  | 10     | Town            |                                            |
| Wembley                    | Spartan South Midlands League Premier Division    | 9      | Lions           |                                            |
| Wendron United             | South West Peninsula League Premier Division West | 10     | Dron            |                                            |
| West Allotment Celtic      | Northern League Division Two                      | 10     | Celtic          |                                            |
| West Auckland Town         | Northern League Division One                      | 9      | West            |                                            |
| West Bridgford             | East Midlands Counties League                     | 10     | tbc             |                                            |
| West Bromwich Albion       | Premier League                                    | 1      | Baggies         | Thăng hạng từ Football League Championship |
| West Didsbury & Chorlton   | North West Counties League Division One South     | 10     | West            |                                            |
| West Essex                 | Essex Senior League                               | 9      | tbc             |                                            |
| West Ham United            | Premier League                                    | 1      | Irons           |                                            |
| Westbury United            | Western League Premier Division                   | 9      | White Horse Men |                                            |
| Westfield (Surrey)         | Isthmian League Division One South Central        | 8      | Field           |                                            |
| Westfields                 | Hellenic League Premier Division                  | 9      | Fields          |                                            |
| Weston-super-Mare          | Southern League Premier Division South            | 7      | Seagulls        |                                            |
| Westside                   | Combined Counties League Division One             | 10     | tbc             |                                            |
| Weymouth                   | National League                                   | 5      | Terras          | Thăng hạng từ National League South        |
| Whickham                   | Northern League Division One                      | 9      | Home Guard      |                                            |
| Whitby Town                | Northern Premier League Premier Division          | 7      | Seasiders       |                                            |
| Whitchurch Alport          | North West Counties League Premier Division       | 9      | Alport          |                                            |
| Whitchurch United          | Wessex League Division One                        | 10     | Jam Boys        |                                            |
| White Ensign               | Eastern Counties League Division One South        | 10     | tbc             |                                            |
| Whitehawk                  | Isthmian League Division One South East           | 8      | Hawks           |                                            |
| Whitley Bay                | Northern League Division One                      | 9      | Seahorses       |                                            |
| Whitstable Town            | Isthmian League Division One South East           | 8      | Oystermen       |                                            |
| Whittlesey Athletic        | United Counties League Division One               | 10     | tbc             |                                            |
| Whitton United             | Eastern Counties League Premier Division          | 9      | Greens          |                                            |
| Whyteleafe                 | Isthmian League Division One South East           | 8      | Leafe           |                                            |
| Wick                       | Southern Combination League Division One          | 10     | Wickers         |                                            |
| Widnes                     | Northern Premier League Division One North West   | 8      | Vikings         |                                            |
| Wigan Athletic             | Football League One                               | 3      | Latics          | Xuống hạng từ Football League Championship |
| Willand Rovers             | Southern League Division One South                | 8      | Rovers          |                                            |
| Willington                 | Northern League Division Two                      | 10     | Blue & Whites   |                                            |
| Wimborne Town              | Southern League Premier Division South            | 7      | Magpies         |                                            |
| Wincanton Town             | Western League Division One                       | 10     | Winkys          |                                            |
| Winchester City            | Southern League Division One South                | 8      | Citizens        |                                            |
| Windsor                    | Hellenic League Premier Division                  | 9      | Royalists       |                                            |
| Wingate & Finchley         | Isthmian League Premier Division                  | 7      | Blues           |                                            |
| Winsford United            | North West Counties League Premier Division       | 9      | Blues           |                                            |
| Wilslow United             | Spartan South Midlands League Division One        | 10     | Ploughmen       |                                            |
| Winterton Rangers          | Northern Counties East League Division One        | 10     | Rangers         |                                            |
| Wisbech St. Mary           | Eastern Counties League Division One North        | 10     | Saints          |                                            |
| Wisbech Town               | Northern Premier League Division One South East   | 8      | Fenmen          |                                            |
| Witham Town                | Isthmian League Division One North                | 8      | Town            |                                            |
| Witton Albion              | Northern Premier League Premier Division          | 7      | Albs            |                                            |
| Wivenhoe Town              | Eastern Counties League Division One South        | 10     | Dragons         |                                            |
| Woking                     | National League                                   | 5      | Cardinals       |                                            |
| Wokingham & Emmbrook       | Hellenic League Division One East                 | 10     | Satsumas        |                                            |
| Wolverhampton Casuals      | West Midlands (Regional) League Premier Division  | 10     | Cassies         |                                            |
| Wolverhampton Sporting     | West Midlands (Regional) League Premier Division  | 10     | Wolves Sporting |                                            |
| Wolverhampton Wanderers    | Premier League                                    | 1      | Wolves          |                                            |
| Woodbridge Town            | Eastern Counties League Premier Division          | 9      | Woodpeckers     |                                            |
| Woodford Town 2017         | Essex Senior League                               | 9      | Woods           |                                            |
| Woodley United             | Hellenic League Division One East                 | 10     | Kestrels        |                                            |
| Worcester City             | Midland League Premier Division                   | 9      | Dragons         |                                            |
| Worcester Raiders          | West Midlands (Regional) League Premier Division  | 10     | Raiders         |                                            |
| Workington                 | Northern Premier League Division One North West   | 8      | Reds            |                                            |
| Worksop Town               | Northern Premier League Division One South East   | 8      | Tigers          |                                            |
| Wormley Rovers             | Eastern Counties League Division One South        | 10     | Worms           |                                            |
| Worsbrough Bridge Athletic | Northern Counties East League Division One        | 10     | Bridge          |                                            |
| Worthing                   | Isthmian League Premier Division                  | 7      | Rebels          |                                            |
| Worthing United            | Southern Combination League Division One          | 10     | Mavericks       |                                            |
| Wrexham (WE)               | National League                                   | 5      | Dragons         |                                            |
| Wroxham                    | Eastern Counties League Premier Division          | 9      | Yachtsmen       |                                            |
| Wycombe Wanderers          | Football League Championship                      | 2      | Chairboys       | Thăng hạng từ Football League One          |
| Wythenshawe Amateurs       | North West Counties League Division One South     | 10     | Ammies          |                                            |
| Wythenshawe Town           | North West Counties League Division One South     | 10     | tbc             |                                            |

Notes:

(WE) Welsh club playing in the English Football system.

### Y
| Câu lạc bộ        | Giải đấu/Hạng đấu                              | Cấp độ | Biệt danh  | Thay đổi so với mùa giải 2019-20 |
| ----------------- | ---------------------------------------------- | ------ | ---------- | -------------------------------- |
| Yate Town         | Southern League Premier Division South         | 7      | Bluebells  |                                  |
| Yaxley            | Southern League Division One Central           | 8      | Cuckoos    |                                  |
| Yeovil Town       | National League                                | 5      | Glovers    |                                  |
| York City         | National League North                          | 6      | Minstermen |                                  |
| Yorkshire Amateur | Northern Counties East League Premier Division | 9      | Ammers     |                                  |

### Clubs in Levels 1-10 last season
| Câu lạc bộ                       | Giải đấu/Hạng đấu 2020-21                       | Cấp độ | Biệt danh    | Giải đấu/Hạng đấu 2020-21                                  | Cấp độ |
| -------------------------------- | ----------------------------------------------- | ------ | ------------ | ---------------------------------------------------------- | ------ |
| Brackley Town Saints             | Hellenic League Premier Division                | 9      | Saints       | Rút lui, hiện tại không có giải đấu                        | -      |
| Brightlingsea Regent Dự bị       | Eastern Counties League Division One South      | 10     | R's          | Rút lui, hiện tại không có giải đấu                        | -      |
| Bury                             | Football League One                             | 3      | Shakers      | Câu lạc bộ giải thể                                        | -      |
| Chinnor                          | Hellenic League Division One East               | 10     | Biz          | Xuống hạng đến Hellenic League Div Two North               | 11     |
| Didcot Town Dự bị                | Hellenic League Division One East               | 10     | Gunners      | Rút lui, hiện tại không có giải đấu                        | -      |
| Droylsden                        | Northern Premier League Division One North West | 8      | Bloods       | Rút lui, hiện tại không có giải đấu                        | -      |
| F.C. Broxbourne Borough          | Spartan South Midlands League Division One      | 10     | Boro         | Rút lui, hiện tại không có giải đấu                        | -      |
| F.C. Oswestry Town               | North West Counties League Division One South   | 10     | Town         | Câu lạc bộ giải thể                                        | -      |
| Felixstowe & Walton United Dự bị | Eastern Counties League Division One North      | 10     | Seasiders    | Rút lui, hiện tại không có giải đấu                        | -      |
| Greenwich Borough                | Southern Counties East League Premier Division  | 9      | Boro         | Rút lui, hiện tại không có giải đấu                        | -      |
| Leyton Athletic                  | Eastern Counties League Division One South      | 10     | Wad Army     | Rút lui, hiện tại không có giải đấu                        | -      |
| Marlow United                    | Hellenic League Division One East               | 10     | Flying Blues | Rút lui, gia nhập Thames Valley Premier League Premier Div | 11     |
| New College Swindon              | Hellenic League Division One West               | 10     | College      | Rút lui, hiện tại không có giải đấu                        | -      |
| NKF Burbage                      | Midland League Division One                     | 10     | tbc          | Câu lạc bộ giải thể                                        | -      |
| Pewsey Vale                      | Wessex League Division One                      | 10     | Vale         | Rút lui, gia nhập Wiltshire League                         | 11     |
| Sidlesham                        | Southern Combination League Division One        | 10     | Sids         | Rút lui, hiện tại không có giải đấu                        | -      |
| South Normanton Athletic         | Midland League Premier Division                 | 9      | Shiners      | Rút lui, hiện tại không có giải đấu                        | -      |
| Southwick                        | Southern Combination League Division One        | 10     | Wickers      | Bị giáng xuống Mid-Sussex League Championship              | 13     |
| Solent University                | Wessex League Premier Division                  | 9      | tbc          | Rút lui, hiện tại không có giải đấu                        | -      |
| Wodson Park                      | Spartan South Midlands League Division One      | 10     | tbc          | Rút lui, hiện tại không có giải đấu                        | -      |